# Eifel-Camino
Der Eifel-Camino (camino: spanisch = Weg) ist ein Abschnitt im Netz der Wege der Jakobspilger in Deutschland. Er führt von Andernach-Namedy durch die romantische Eifel bis zur Benediktinerabtei St. Matthias in Trier. Von dort kann man über Schengen nach Vézelay, dem Startort der Via Lemovicensis, weiterpilgern.

## Geschichte
Schon im späten Mittelalter pilgerten Christen zum Grab des Apostels Matthias nach Trier oder machten dort auf ihrem Weg nach Santiago de Compostela Zwischenstation. Eine bedeutende Pilgerroute führte von Andernach am Rhein nach Trier an der Mosel über eine ehemalige Römerstraße. Die St.-Matthias-Bruderschaft Mayen hat es sich zur Aufgabe gemacht, beginnend ab 2008 die Wege der Jakobspilger zunächst im Landkreis Mayen-Koblenz zu kennzeichnen. Später wurden weitere Landkreise einbezogen, sodass heute der vollständige Eifel-Camino bis nach Trier mit Wegweisern versehen ist.

## Verlauf
Die Hauptroute des Eifel-Camino beläuft sich auf rund 160 Kilometer. Der Weg beginnt an der Grenze des Kreises Mayen-Koblenz zum Kreis Ahrweiler in dem heute nicht mehr existierenden Fischerdörfchen Fornich und verläuft ausgeschildert vom Schützenplatz Namedy über die Eifelhöhen nach Trier.

Von Namedy bis Miesenheim gibt es einen gemeinsamen Verlauf mit dem Linksrheinischen Jakobsweg. In Klausen trifft der Eifel-Camino auf den Mosel-Camino und kurz vor Biewer stößt die Via Colonensis von Köln kommend dazu. Alle drei Jakobswege führen die Pilger zum gemeinsamen Ziel nach Trier.

Zudem gibt es von Nickenich, Lonnig und Münstermaifeld ausgehend drei Zubringerwege, die alle in Mayen in die Hauptroute einmünden. Weiterhin gibt es ab Kruft eine Wegvariante in Richtung Abtei Maria Laach, eine Querverbindung in Mendig sowie ab Plaidt eine Ortsschleife zur barocken Kirche St. Cäcilia nach Saffig.
| Etappenvorschläge                          | Etappenlänge | Orte in der Reihenfolge des Erreichens                                                            |
| Hauptweg                                   |              |                                                                                                   |
| Etappe 1                                   | ca. 19 km    | Namedy – Andernach – Miesenheim – Plaidt – (Saffig) – Kretz – Kruft                               |
| Etappe 2                                   | ca. 15 km    | Kruft – Fraukirch – Mayen                                                                         |
| Etappe 3                                   | ca. 19 km    | Mayen – Geisbüschhof – Monreal – Heunenhof – Urmersbach – Kaisersesch                             |
| Etappe 4                                   | ca. 20 km    | Kaisersesch – Maria Martental – Alflen – Gillenbeuren – Driesch – Lutzerath                       |
| Etappe 5                                   | ca. 29 km    | Lutzerath – Kenfus – Bad Bertrich – Hontheim – Wispelt – Bausendorf – Neuerburg – Dorf – Wittlich |
| Etappe 6                                   | ca. 20 km    | Wittlich – Pohlbach – Klausen – Klüsserath                                                        |
| Etappe 7                                   | ca. 19 km    | Klüsserath – Schweich                                                                             |
| Etappe 8                                   | ca. 22 km    | Schweich – Quint – Ehrang – Biewer – Trier                                                        |
| Zubringerweg von Nickenich nach Mayen      |              |                                                                                                   |
| Zubringer 1                                | ca. 21 km    | Maria Laach – Mendig – Kottenheim – Mayen                                                         |
| Zubringerweg von Lonnig nach Mayen         |              |                                                                                                   |
| Zubringer 2                                | ca. 21 km    | Lonnig – Minkelfeld – Kerben – Polch – Hausen – Mayen                                             |
| Zubringerweg von Münstermaifeld nach Mayen |              |                                                                                                   |
| Zubringer 3                                | ca. 17 km    | Münstermaifeld – Mertloch – Polch – Hausen – Mayen                                                |

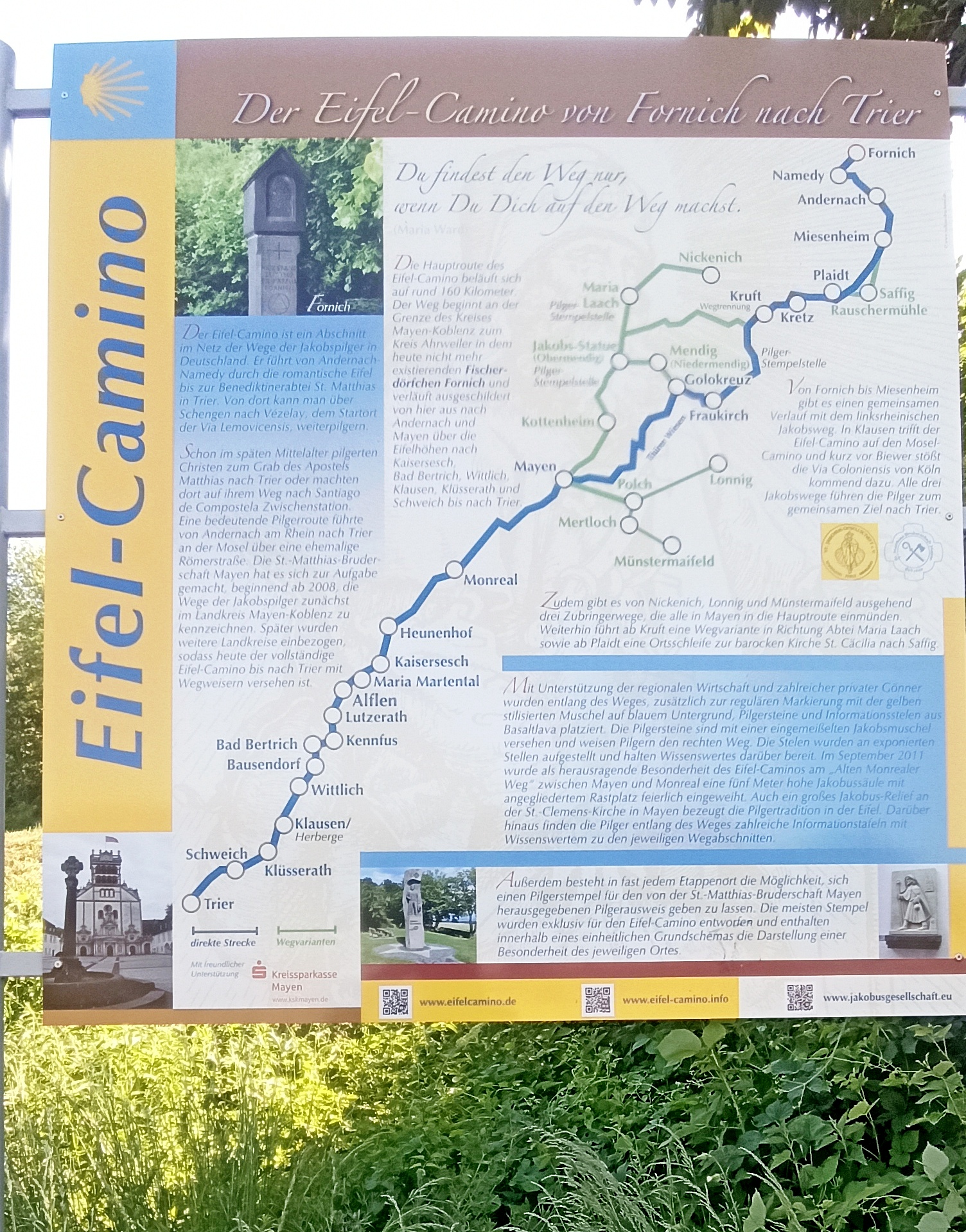
Startpunkt des Eifel-Camino am Ort des ehemaligen Rhein-Fischerdörfchens Fornich
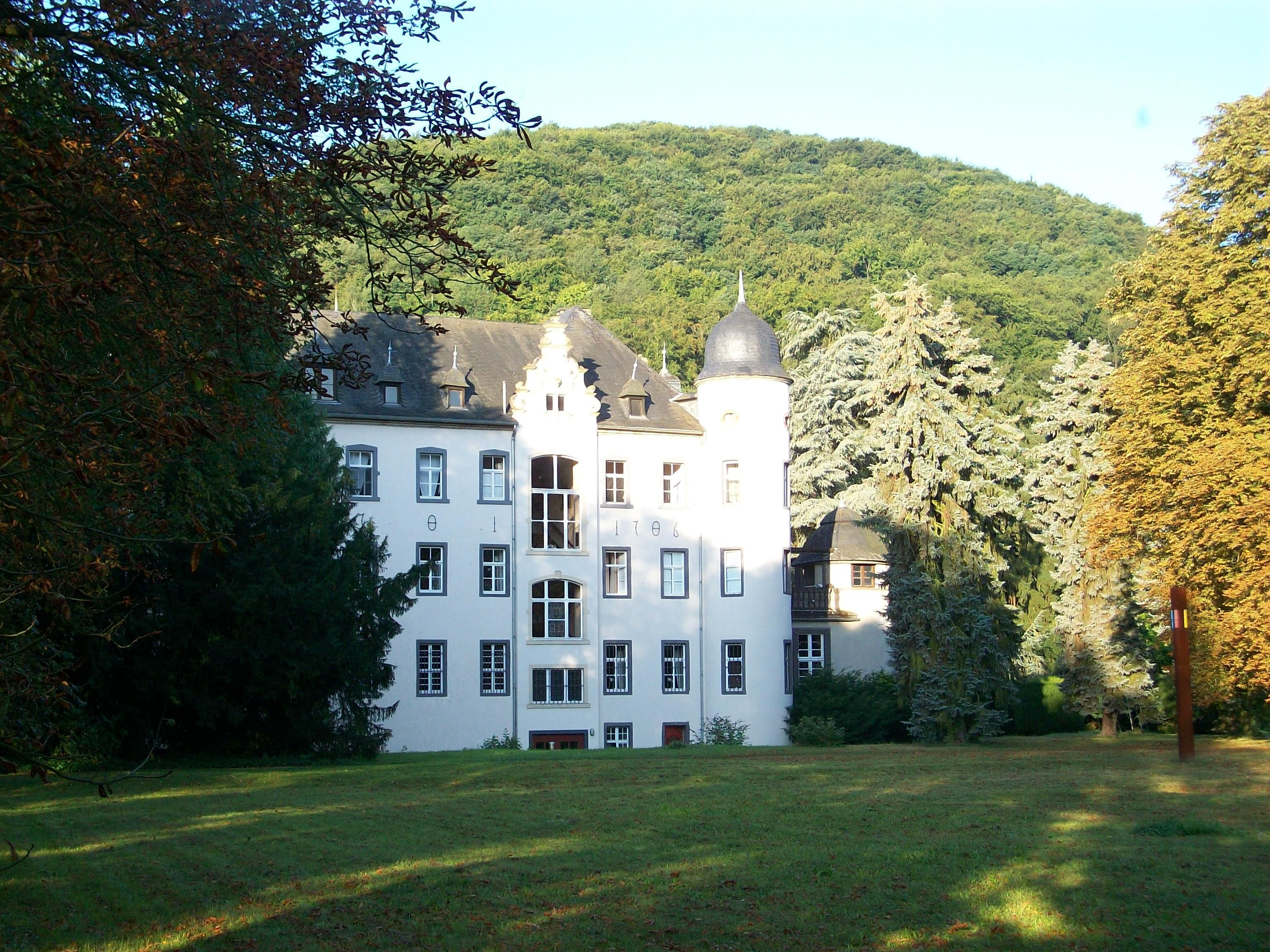
Burg Namedy
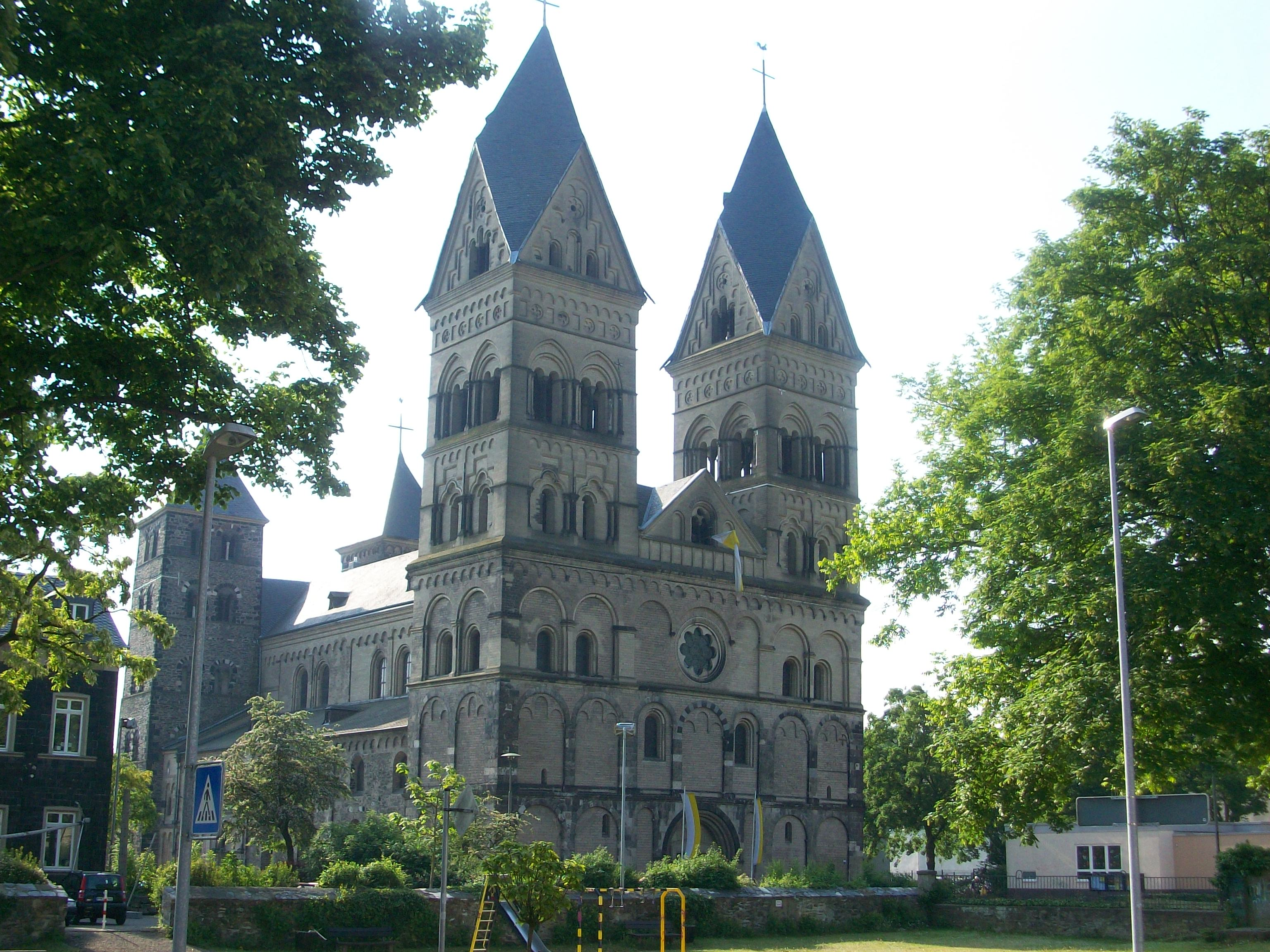
Andernach, Mariendom
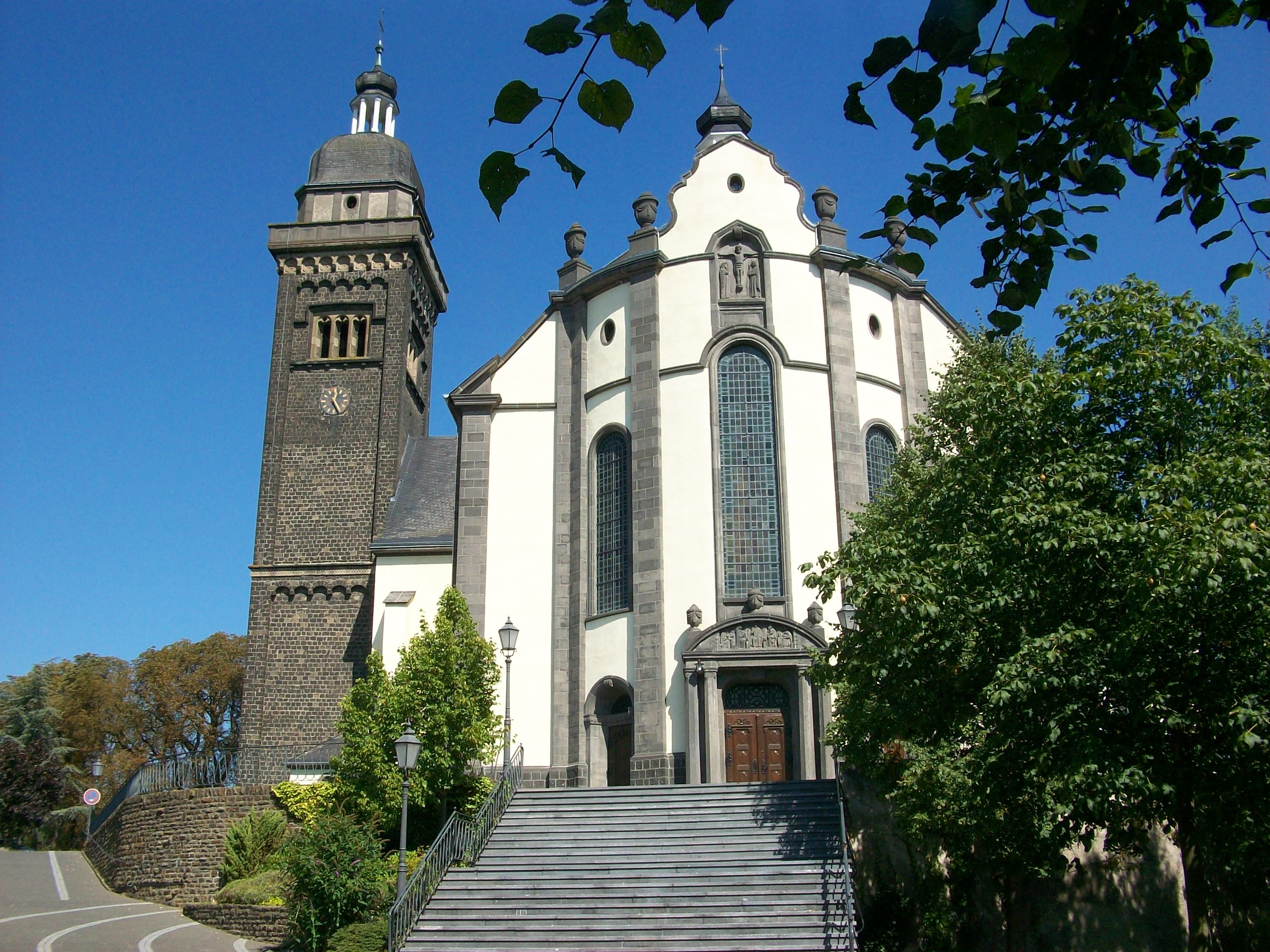
Kruft, St. Dionysius
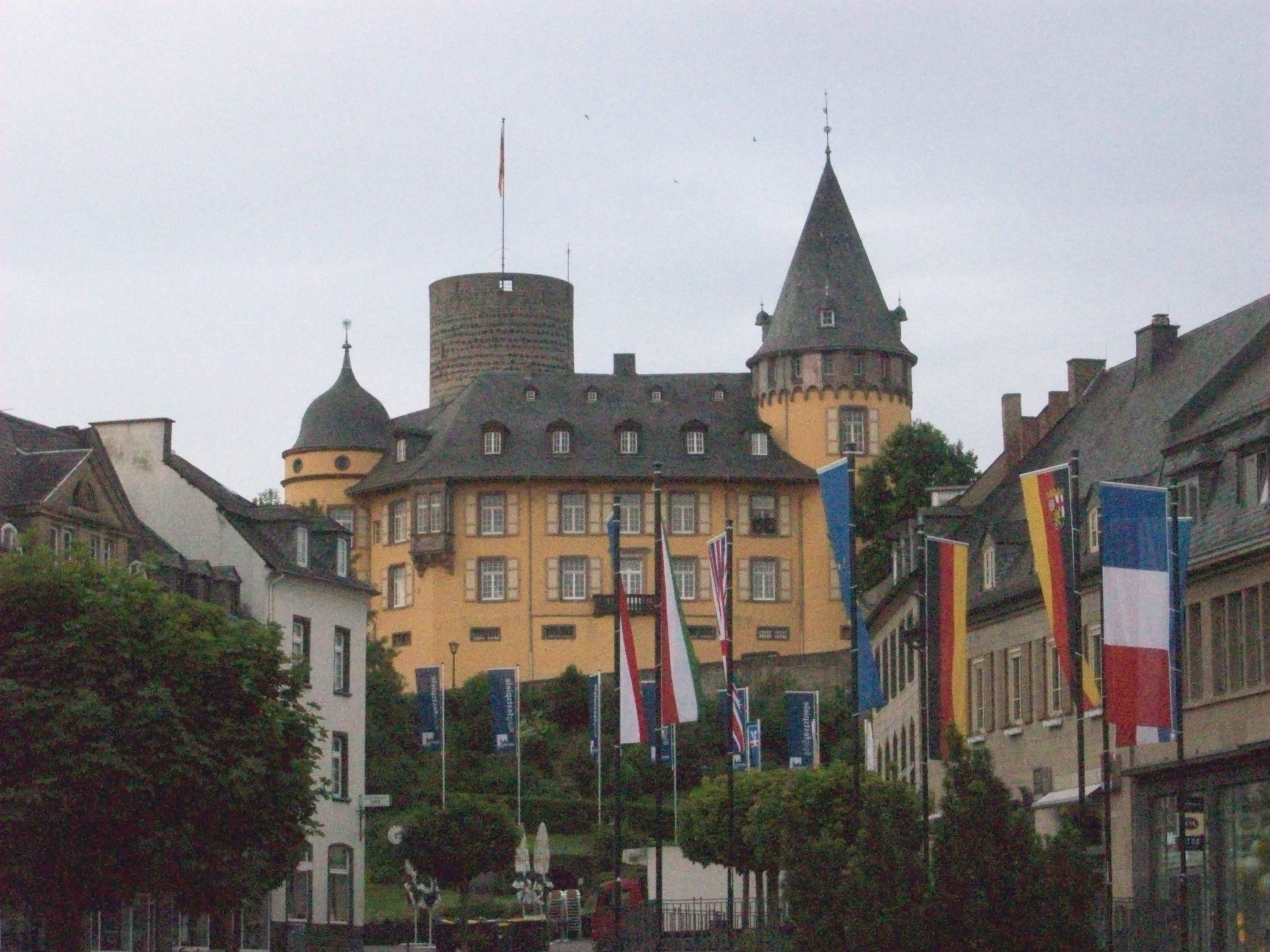
Mayen, Genovevaburg
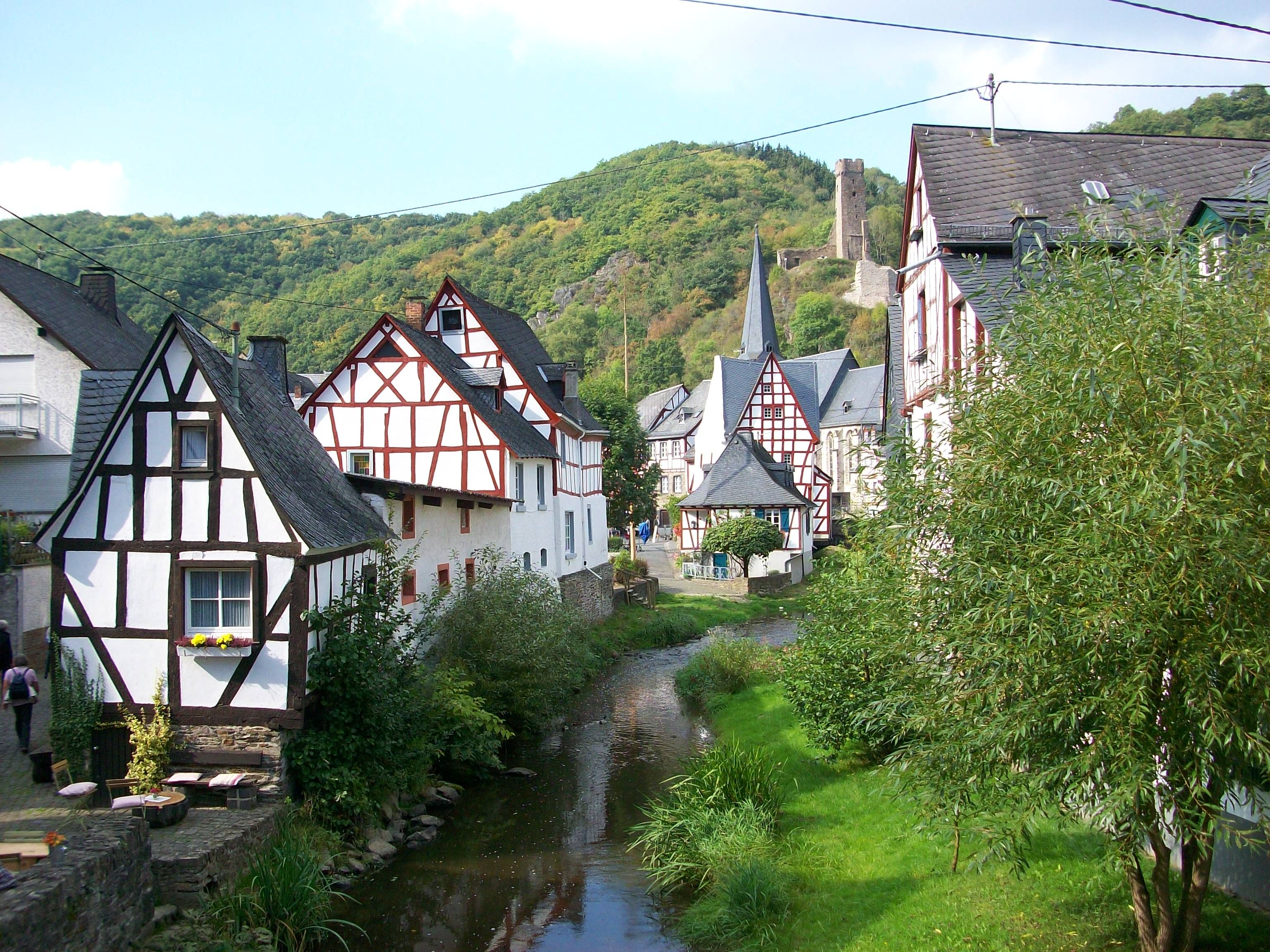
Monreal (2009)
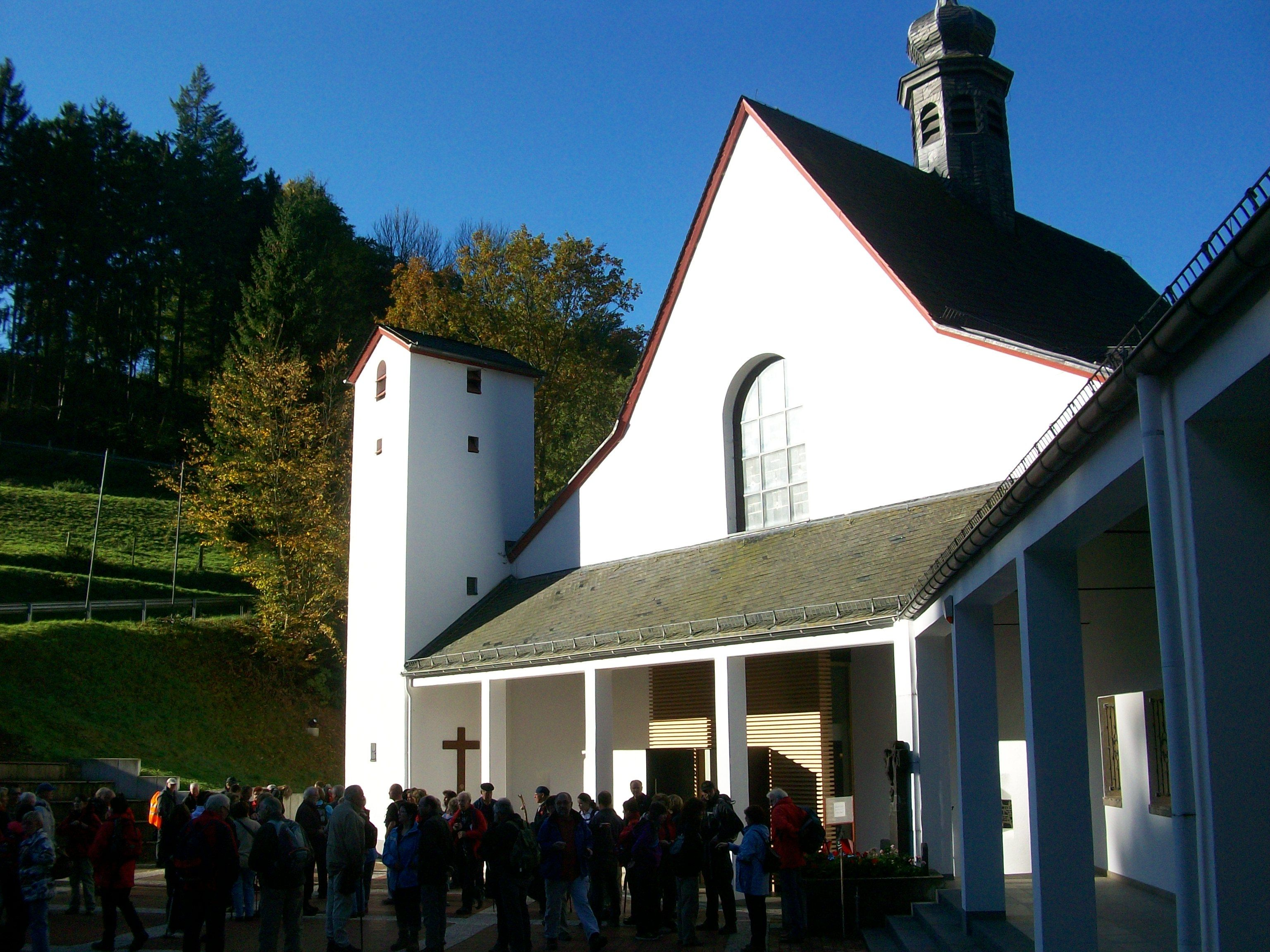
Wallfahrtskirche Maria Martental
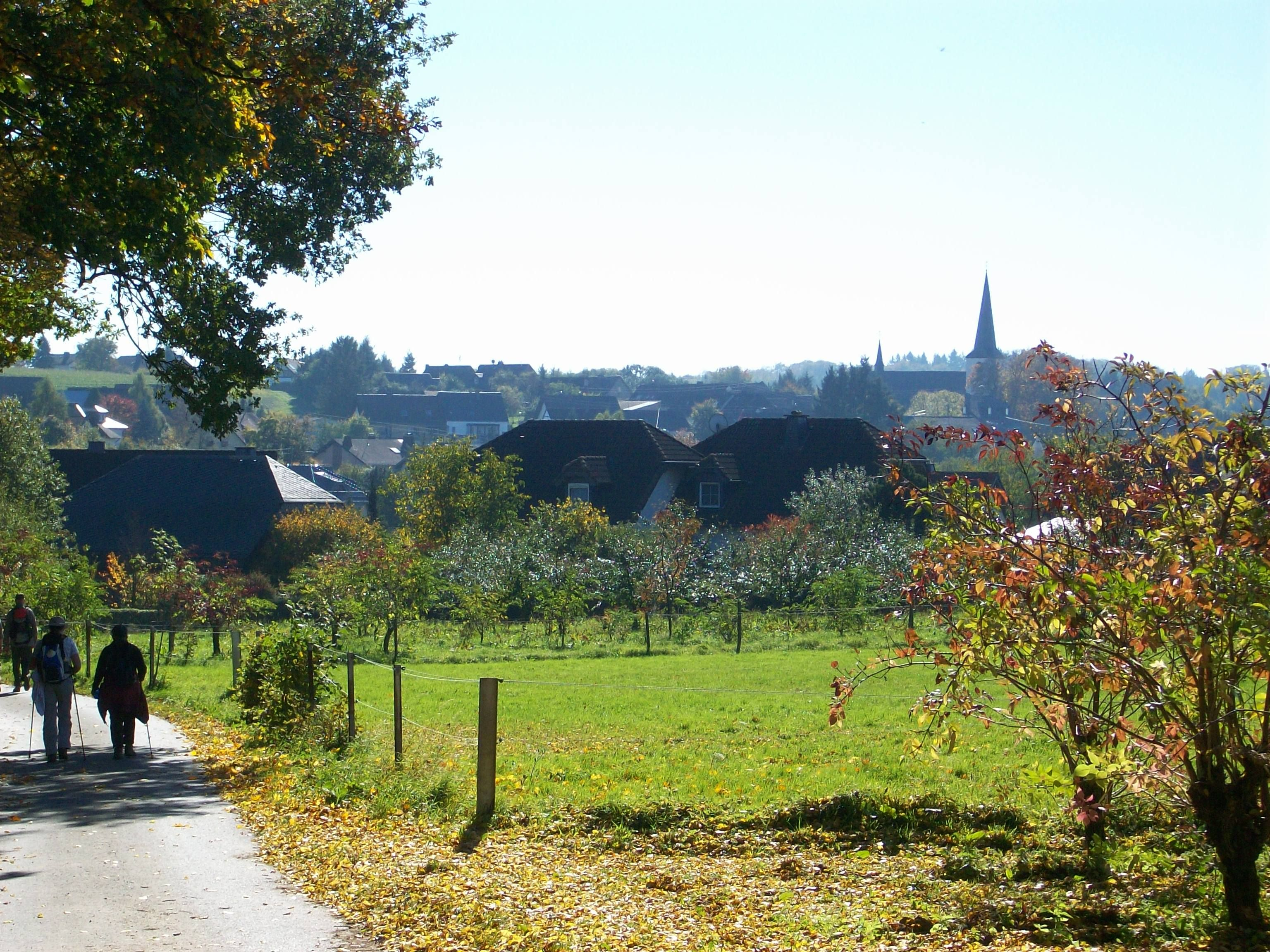
Alflen
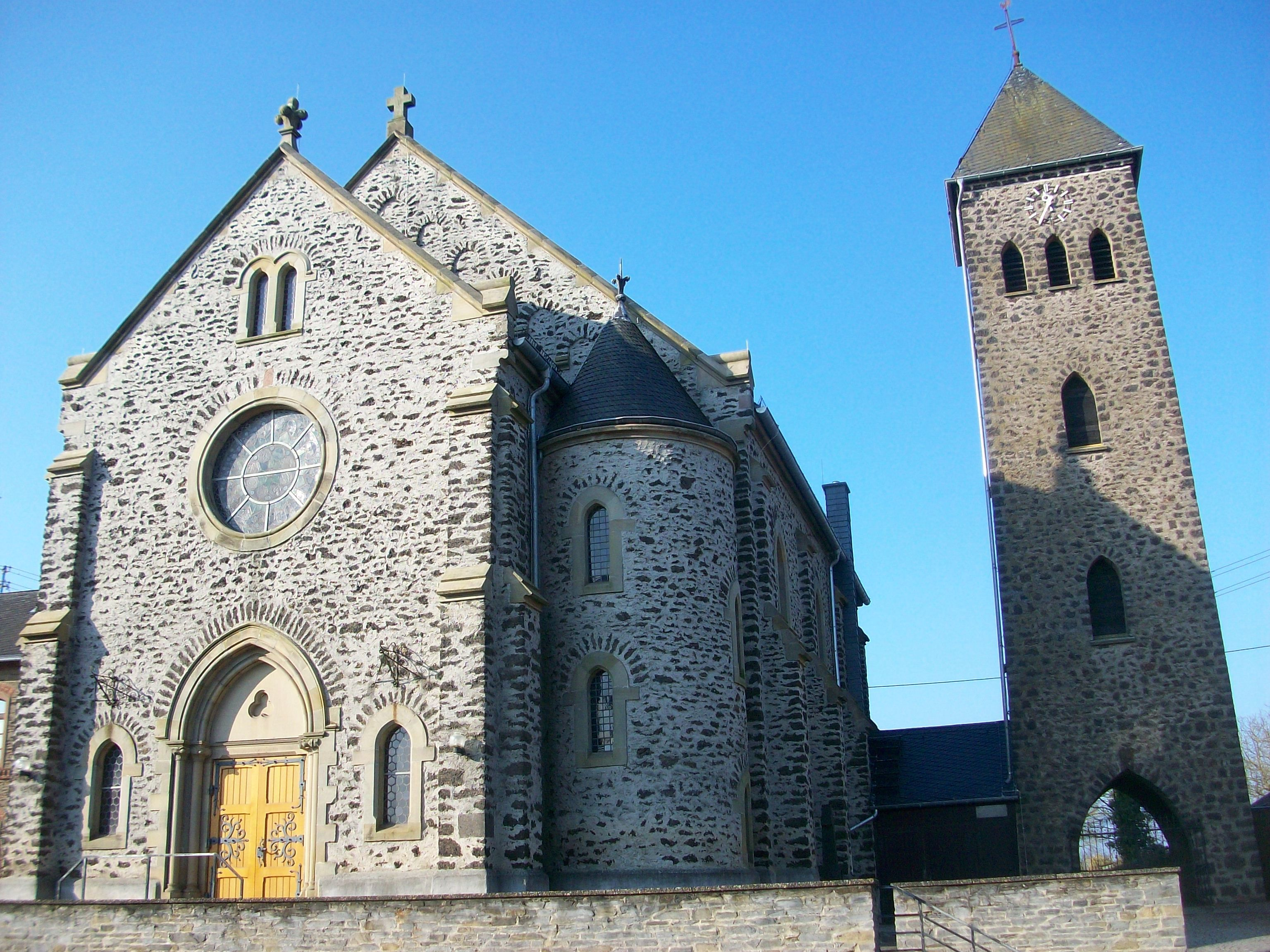
Kennfus, St. Maria
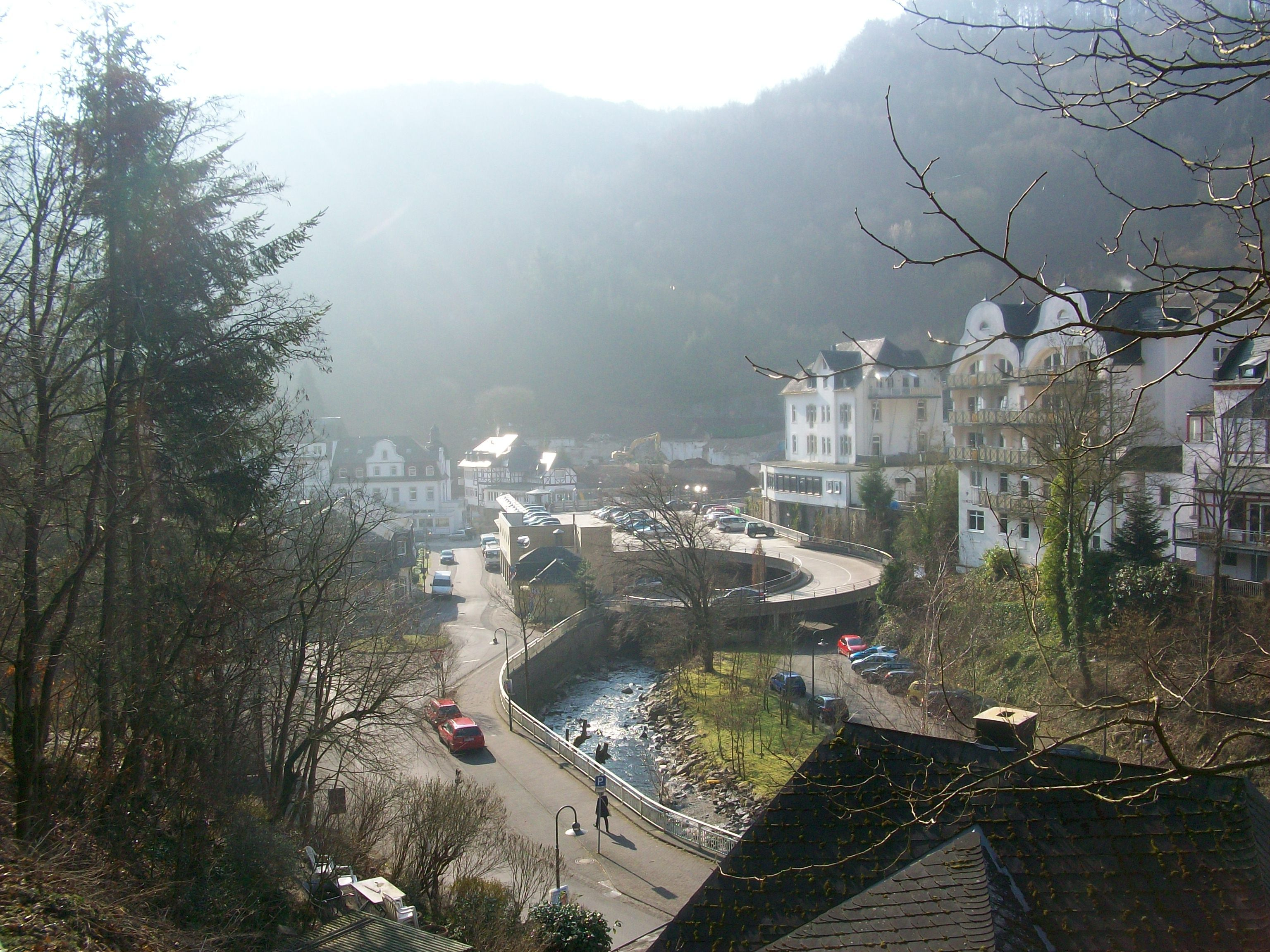
Bad Bertrich
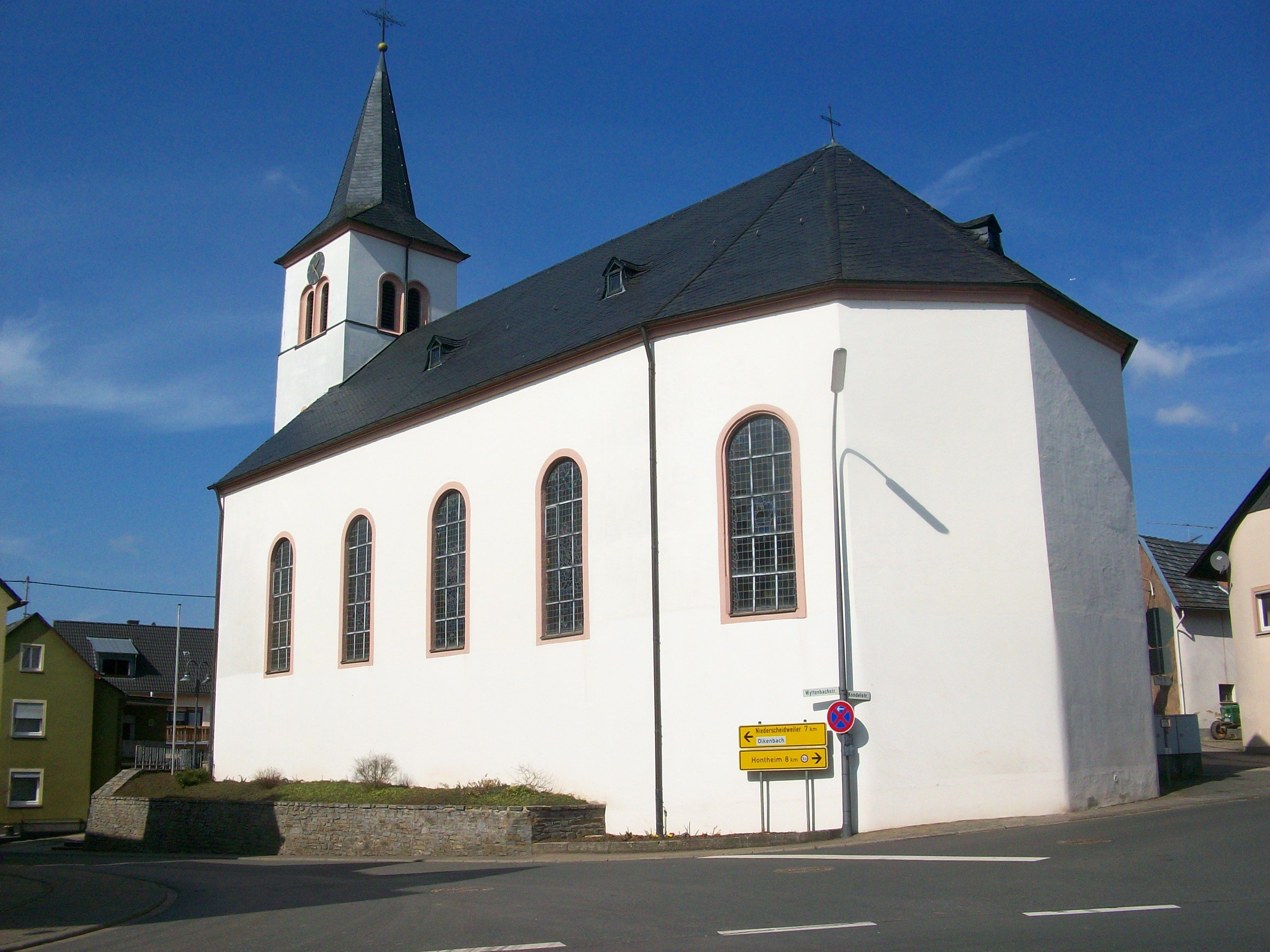
Bausendorf, St. Peter
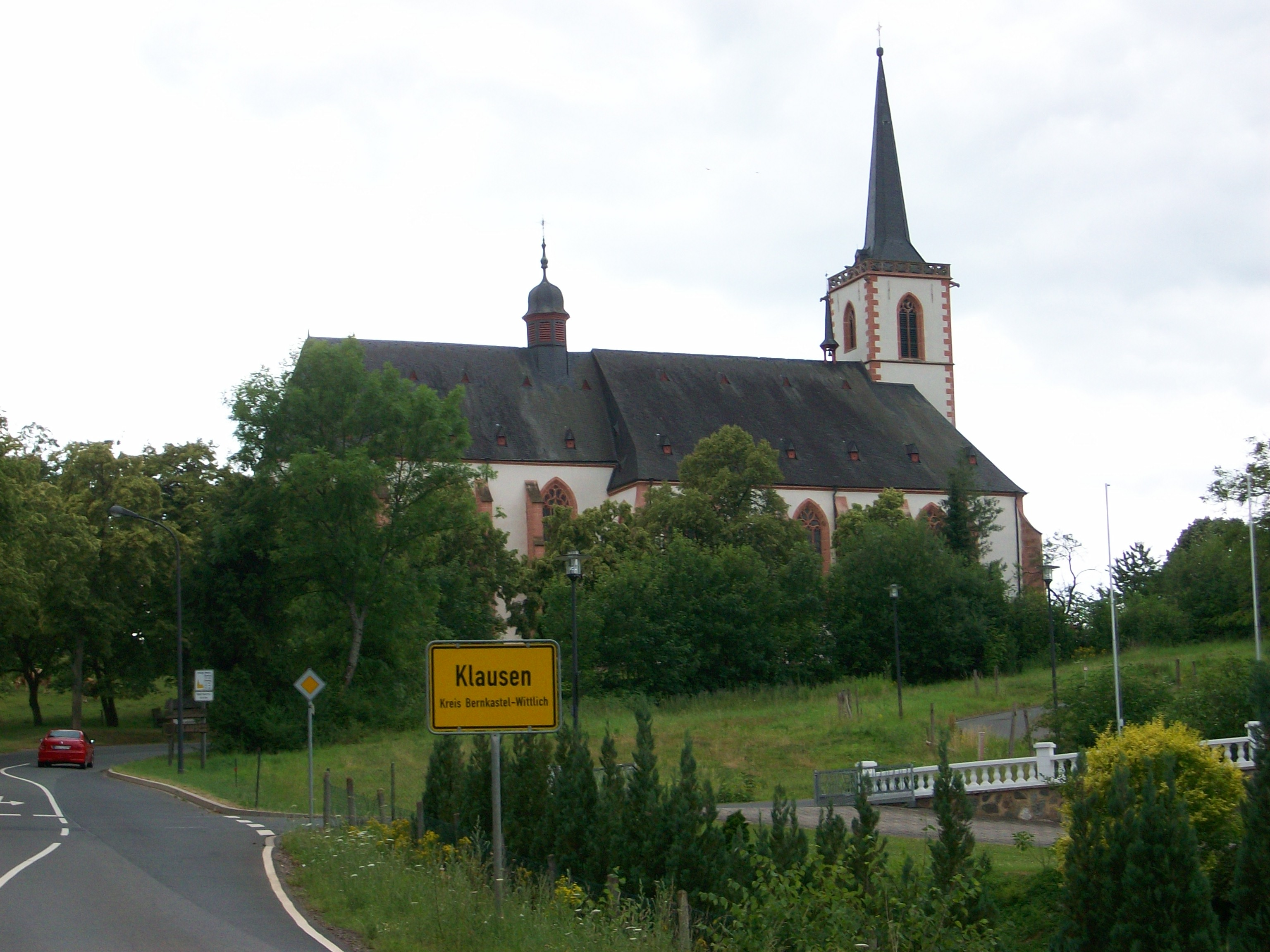
Wallfahrtskirche St. Maria, Klausen
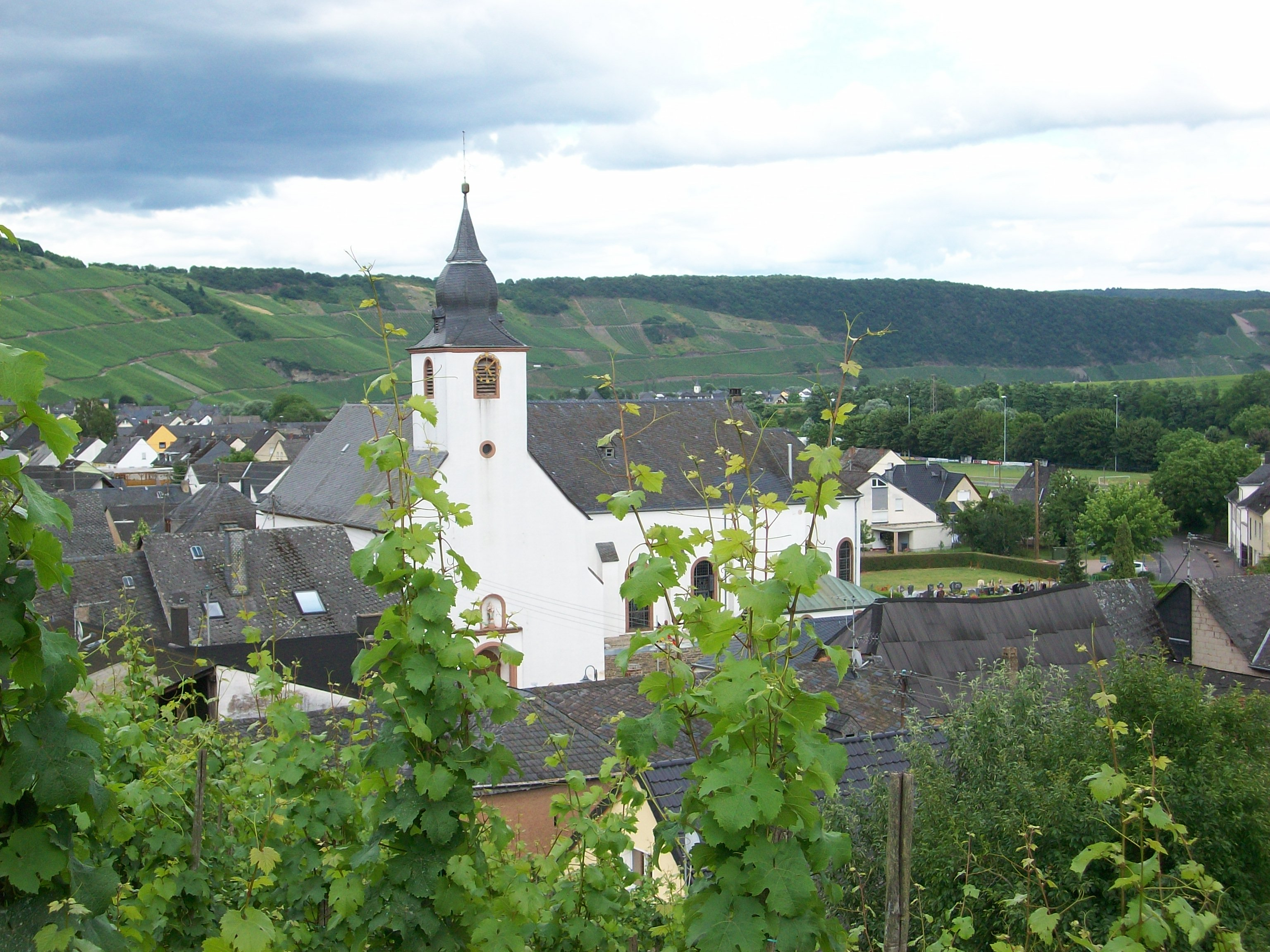
Klüsserath
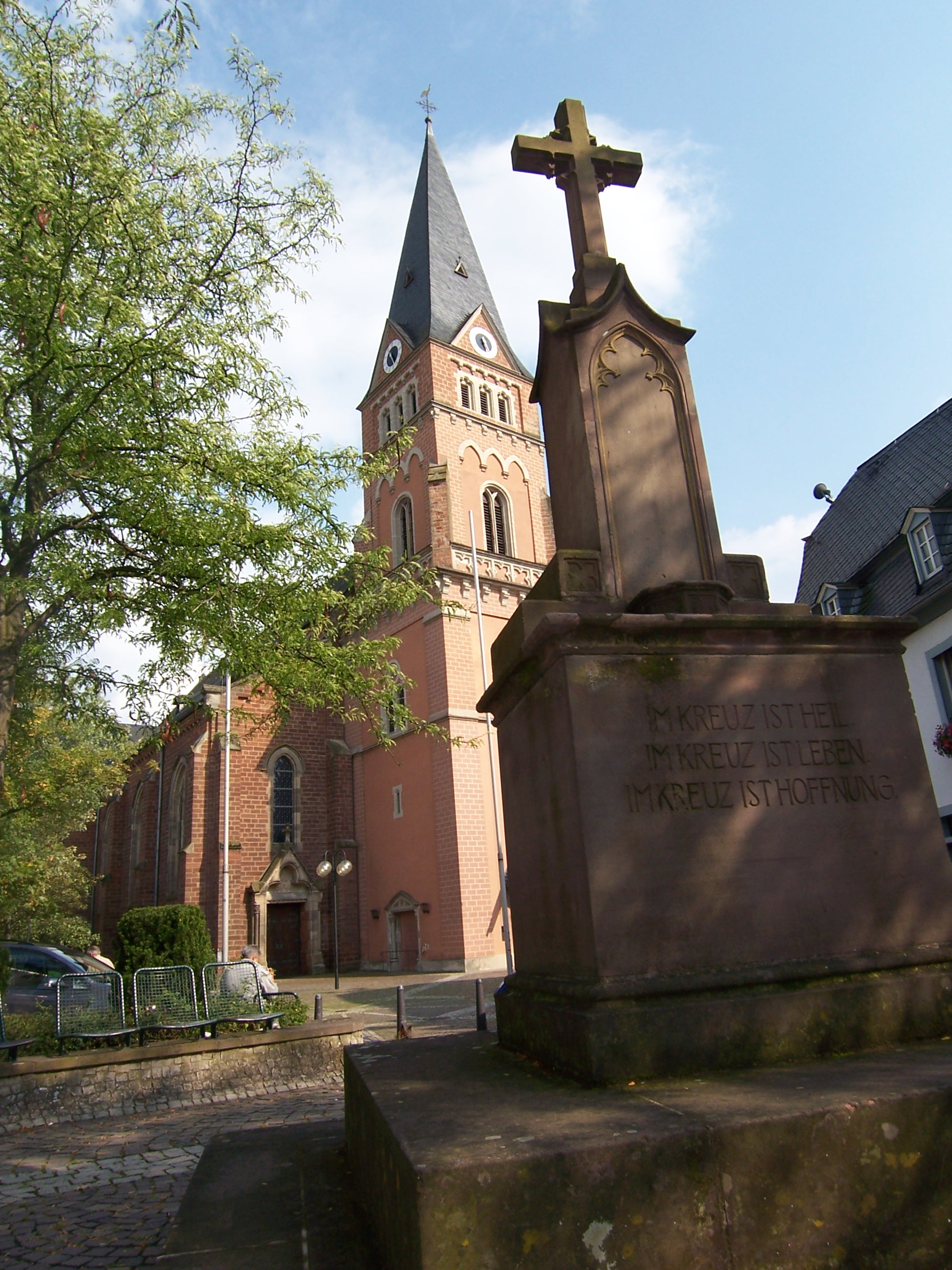
St. Martin, Schweich
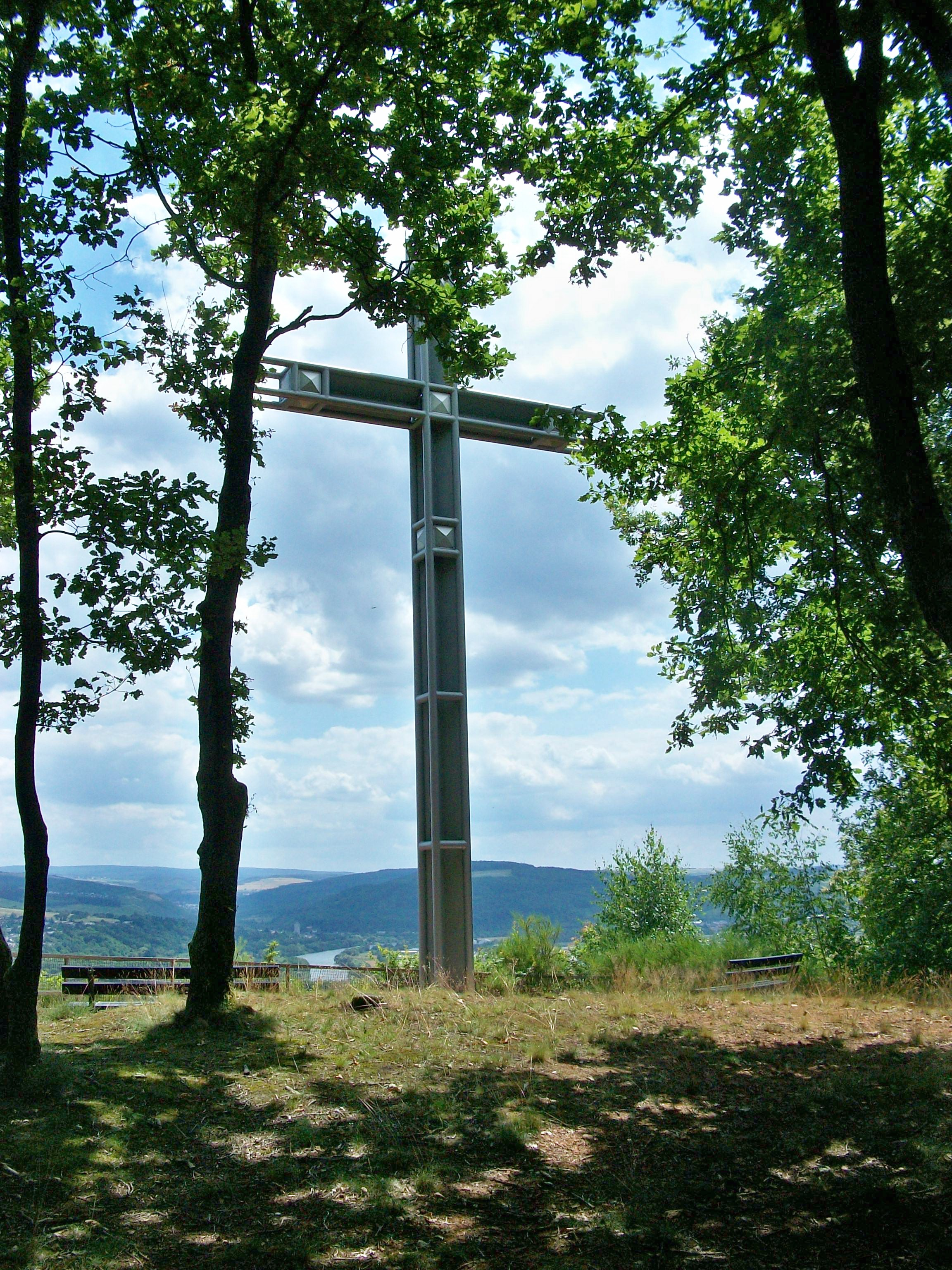
Trier-Ehrang, Kreuz auf den Heidestuben
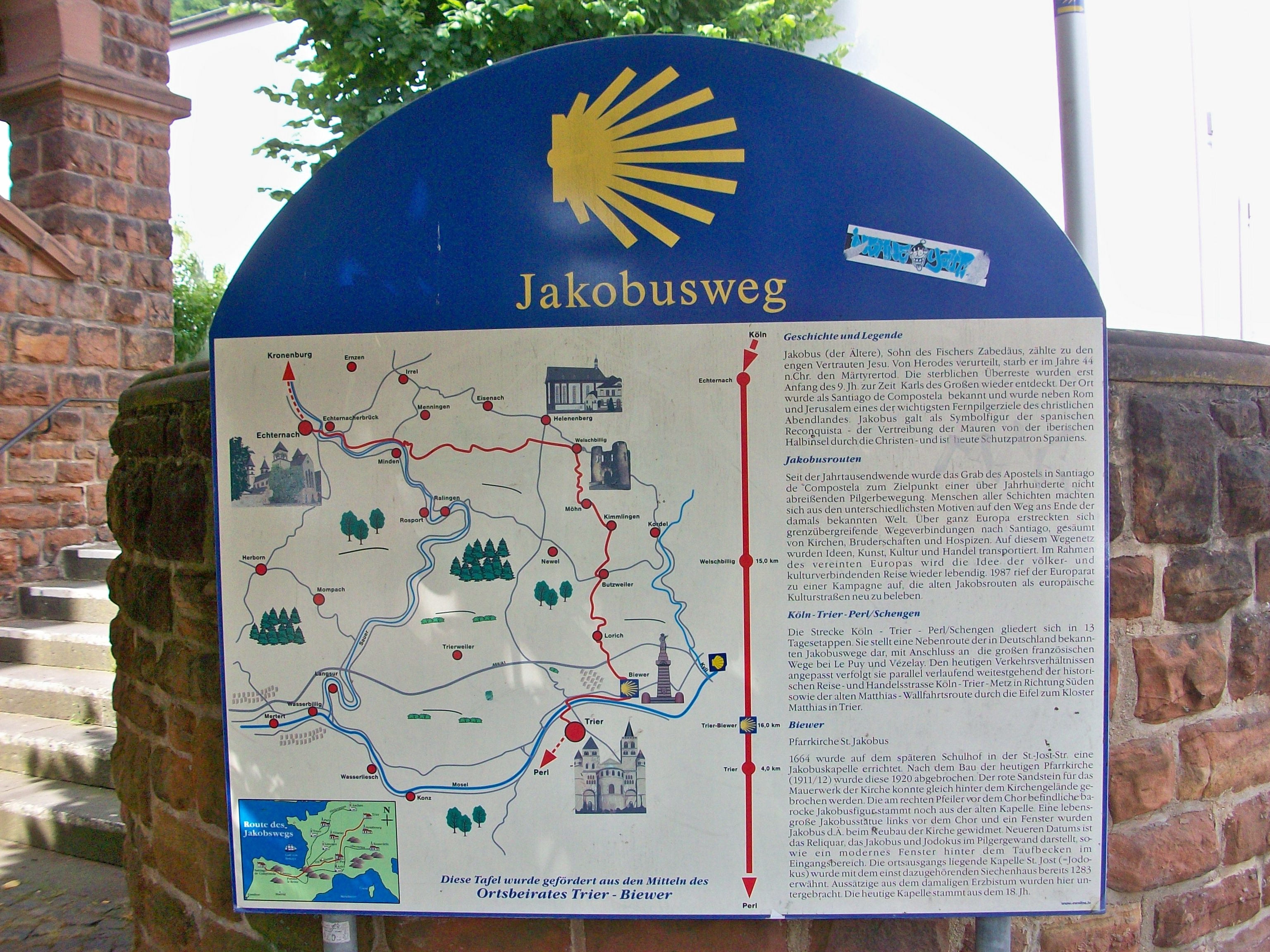
Infotafel zum Jakobsweg an der St. Jakobus-Kirche, Trier-Biewer
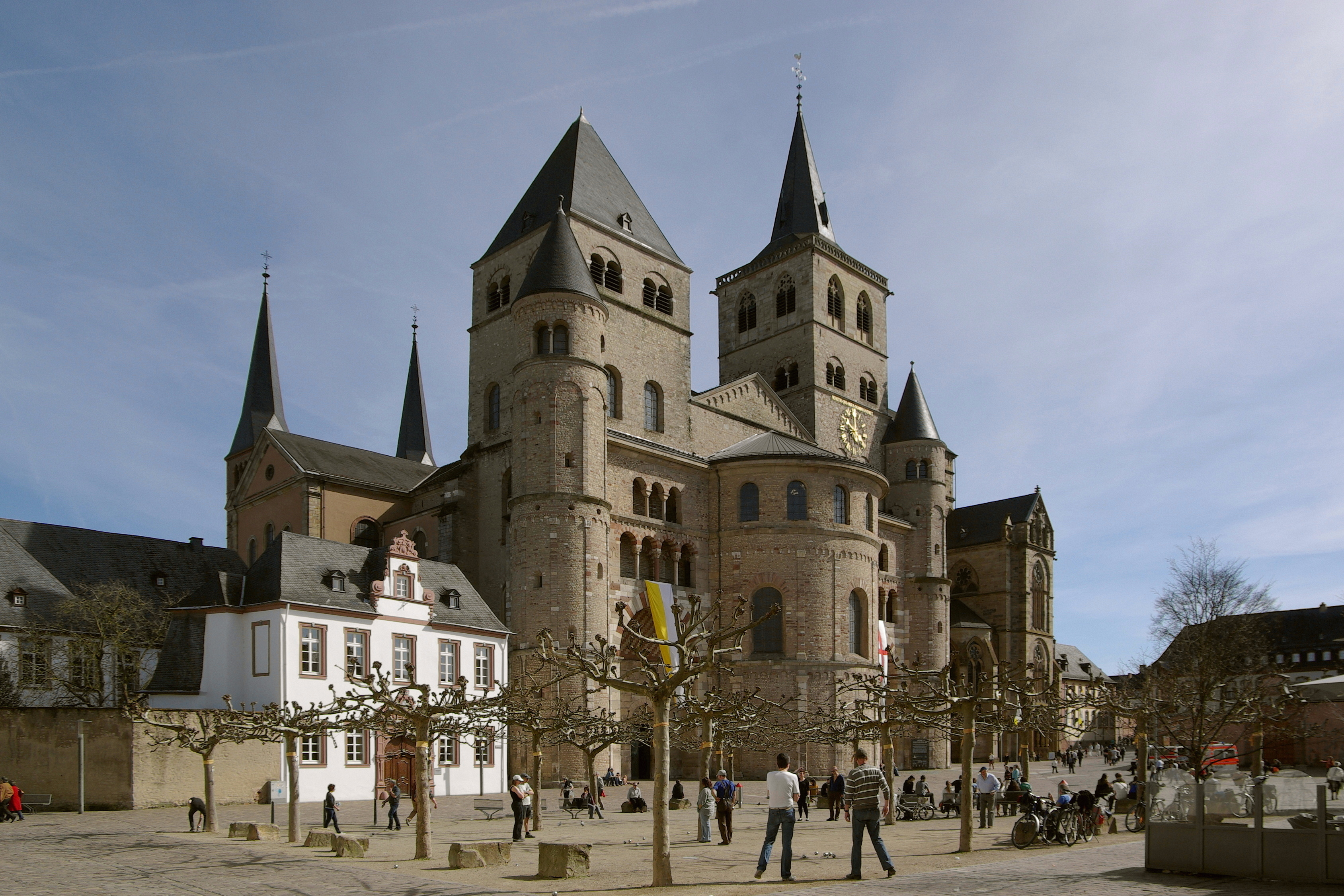
Trier, Hohe Domkirche St. Peter
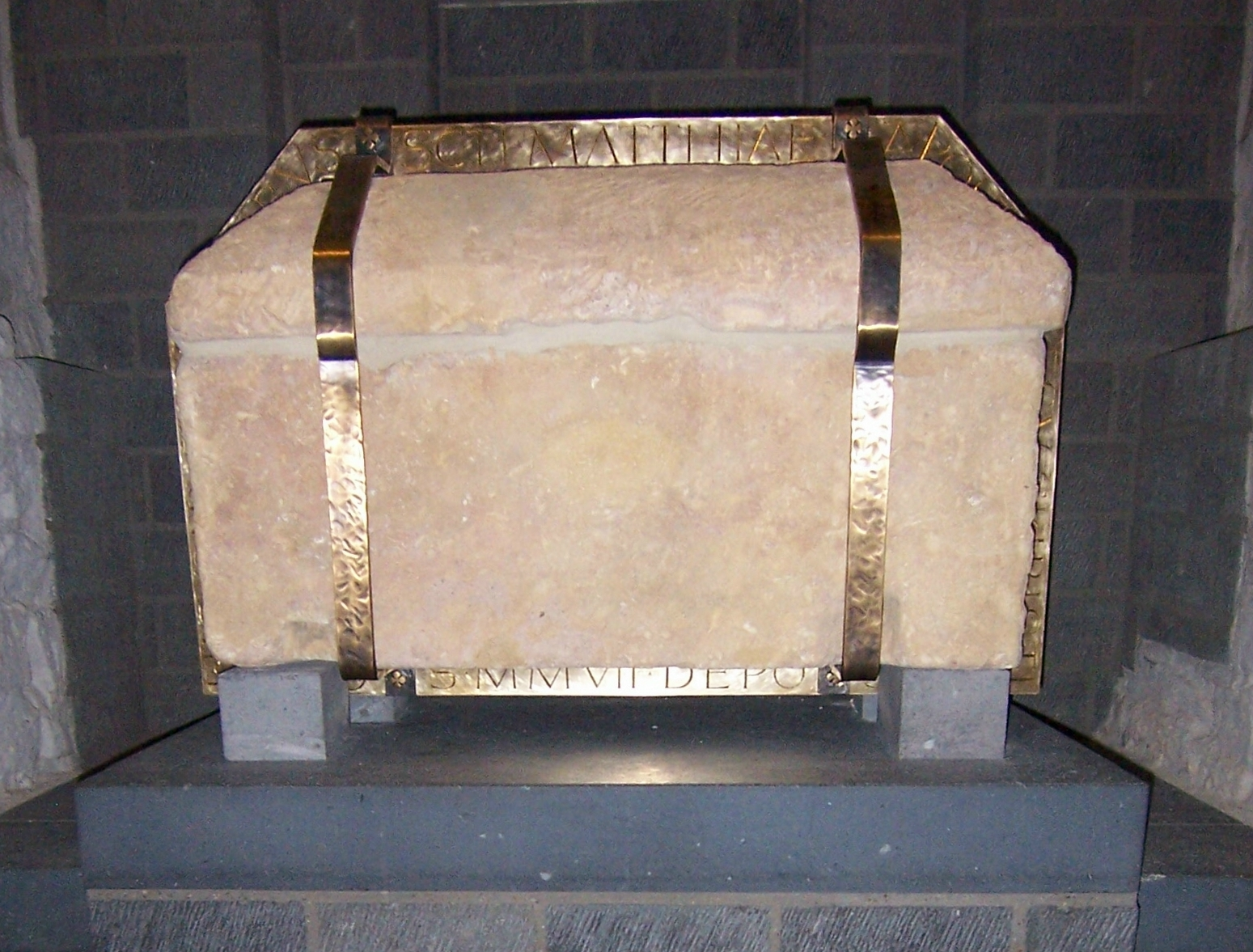
Sarkophag des Apostels Matthias

## Jakobusspuren
Im Verlaufe des Eifel-Camino und seiner Nebenstrecken sind einige sowohl historische als auch neuzeitliche Jakobusspuren bzw. -darstellungen vorzufinden.
| Ort                                       | Beschreibung |
| Hauptweg                                  | |
| Andernach, Hospitalkapelle St. Josef      | Fresko an der Ostwand |
| Klausen, Wallfahrtskirche St. Maria       | originale Jakobsmuschel aus Santiago de Compostela am Treppenaufgang Jakobusrelief am Beichtstuhl |
| Klüsserath, Echternacher Hof              | Jakobusaltar (1935) |
| Klüsserath, Pfarrkirche Rosenkranzkönigin | Jakobusfigur am Hochaltar (1622) |
| Biewer, Biewerer Straße                   | St. Jakobs-Brunnen (1832) |
| Biewer, Pfarrkirche St. Jakobus           | Statuen und Fensterbilder |
| Trier                                     | Jakobusstatue an der Steipe Jakobusbildnis an einer Säule in der Liebfrauenkirche Entfernungshinweis nach Santiago de Compostela am Brunnen im Abteihof von St. Matthias Jakobusskulptur bei den Vereinigten Hospitien und in der ehemaligen Stiftskirche |
| Zubringerwege                             | |
| Niedermendig, Pfarrkirche St. Cyriakus    | Fresken Pilgerkrönung/Karl der Große |
| Lonnig, Pfarrkirche St. Jakobus           | Jakobusstatue |
| Lonnig, Jakobus-Grundschule               | Jakobusstatue |

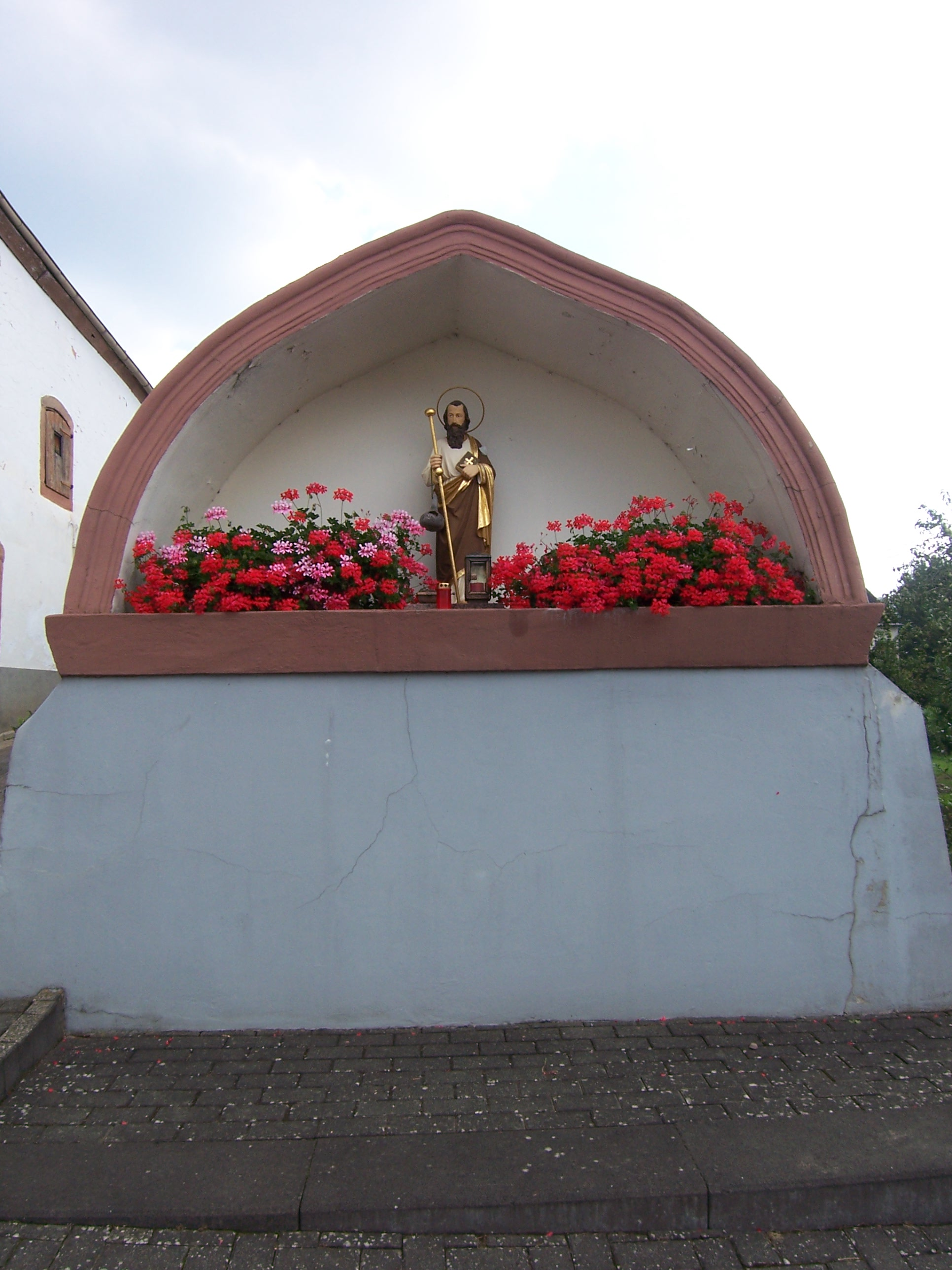
Jakobusaltar, Klüsserath
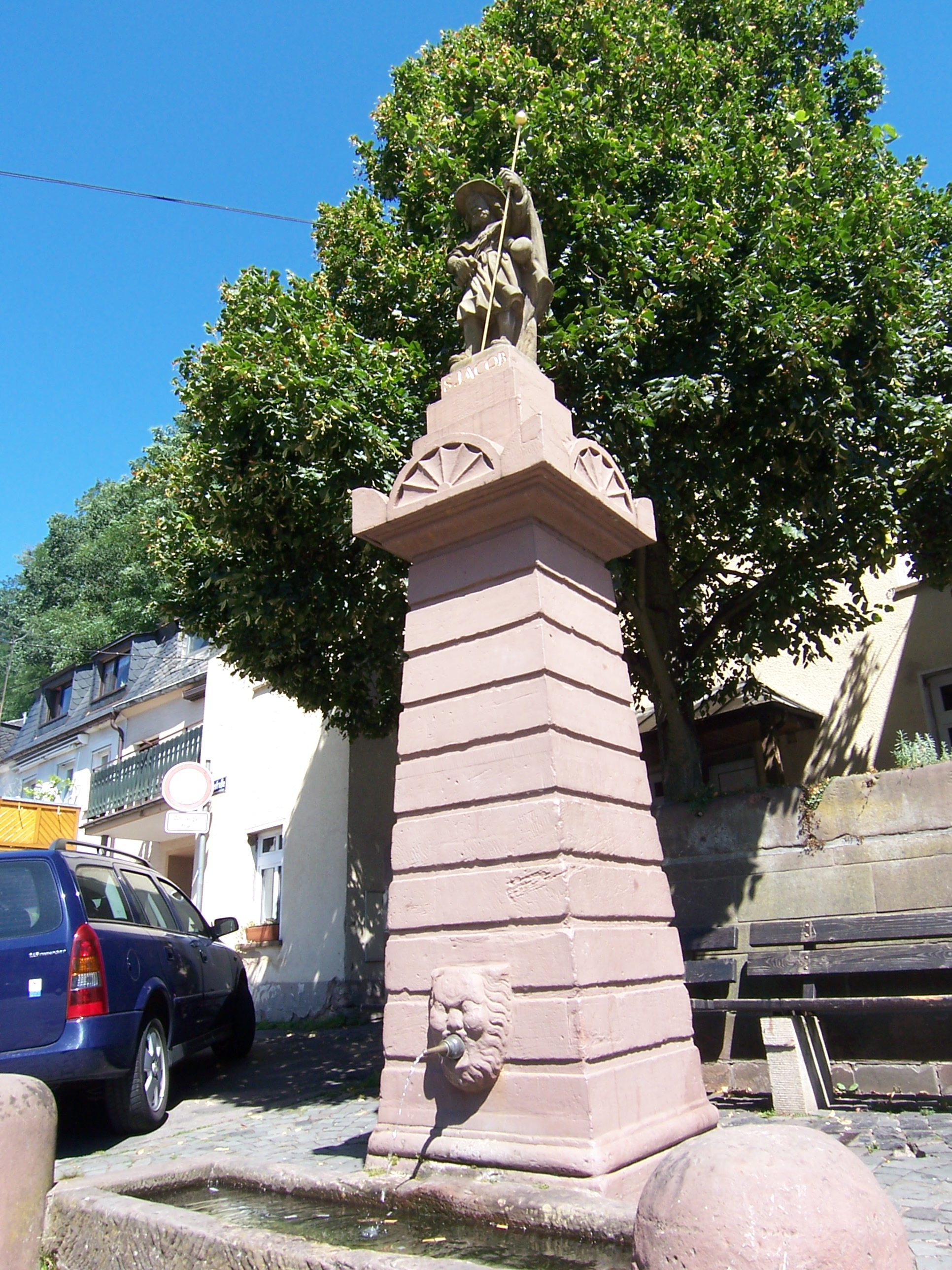
St. Jakobs-Brunnen, Biewer
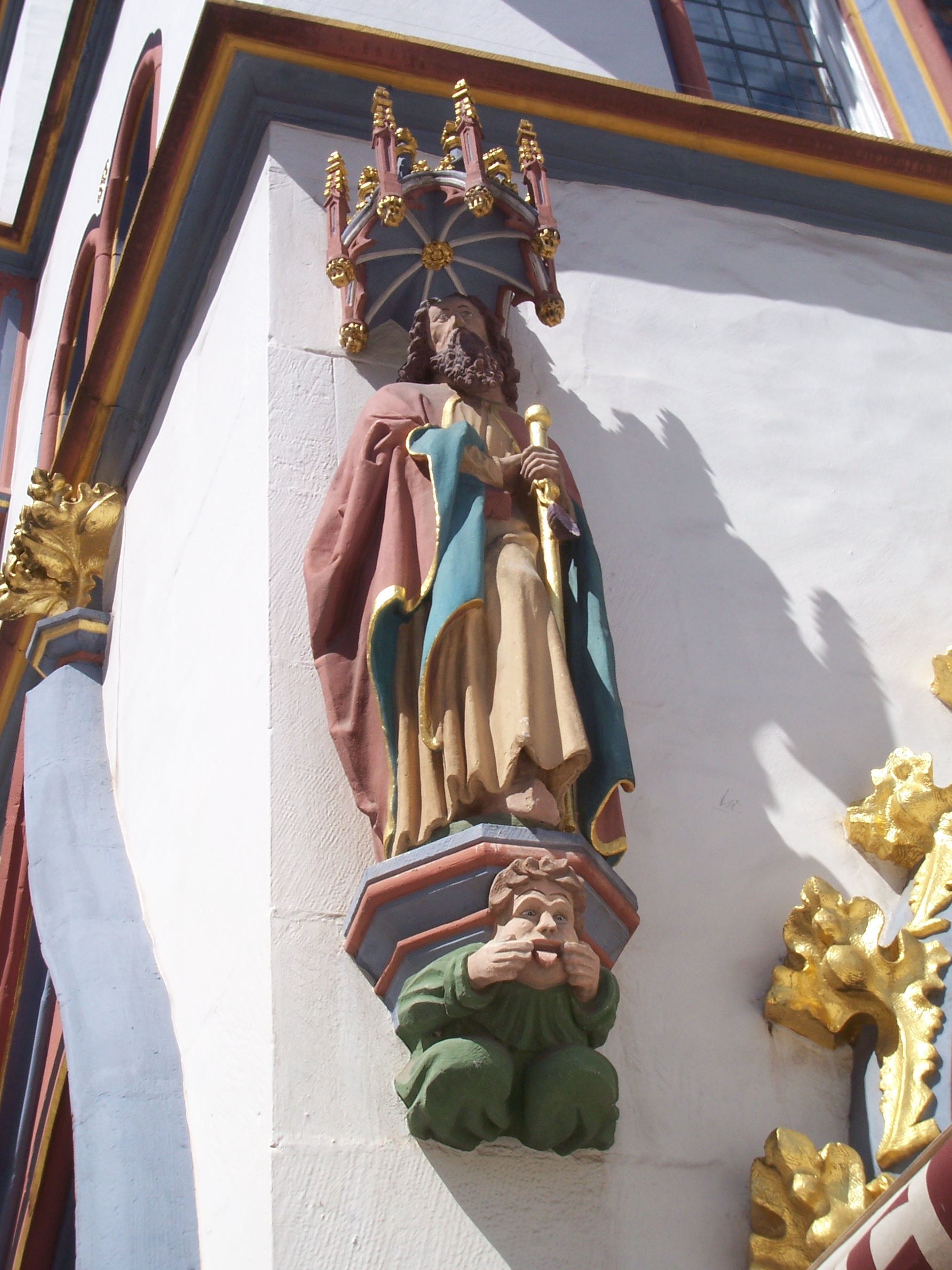
Jakobus-Statue, Trier
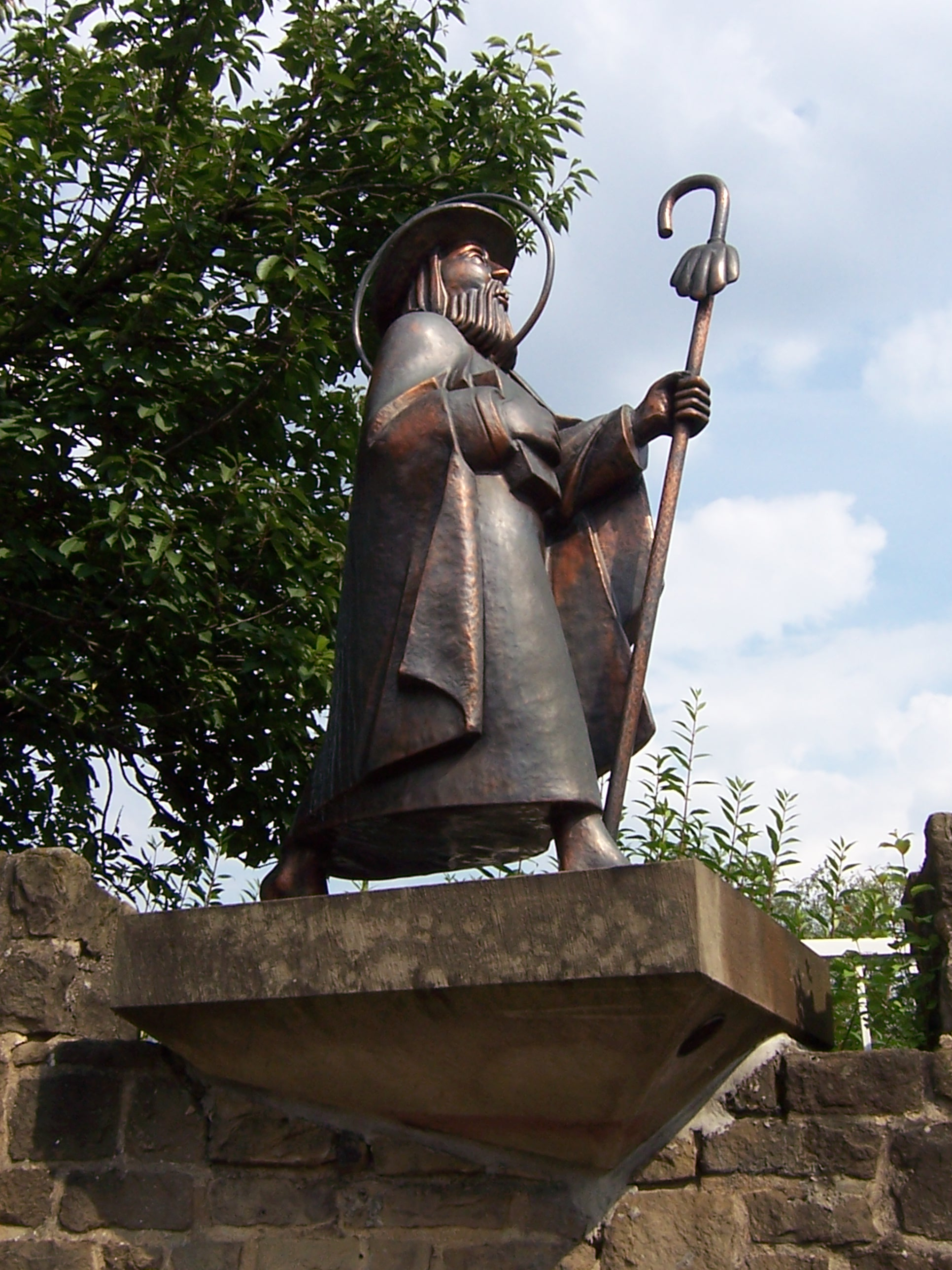
Jakobus-Skulptur, Trier

## Besonderheiten am Weg
Mit Unterstützung der regionalen Wirtschaft und zahlreicher privater Gönner wurden entlang des Weges zusätzlich zur regulären Markierung Pilgersteine und Informationsstelen aus Basaltlava platziert. Die Pilgersteine sind mit einer eingemeißelten Jakobsmuschel versehen und weisen Pilgern den rechten Weg. Die Stelen wurden an exponierten Stellen aufgestellt und halten Wissenswertes darüber bereit. Im September 2011 wurde als herausragende Besonderheit des Eifel-Camino am „Alten Monrealer Weg“ zwischen Mayen und Monreal eine fünf Meter hohe Jakobussäule mit angegliedertem Rastplatz feierlich eingeweiht. Im Jahr 2013 wurde begonnen, in einigen Gemeinden großflächige Informationstafeln aufzustellen.

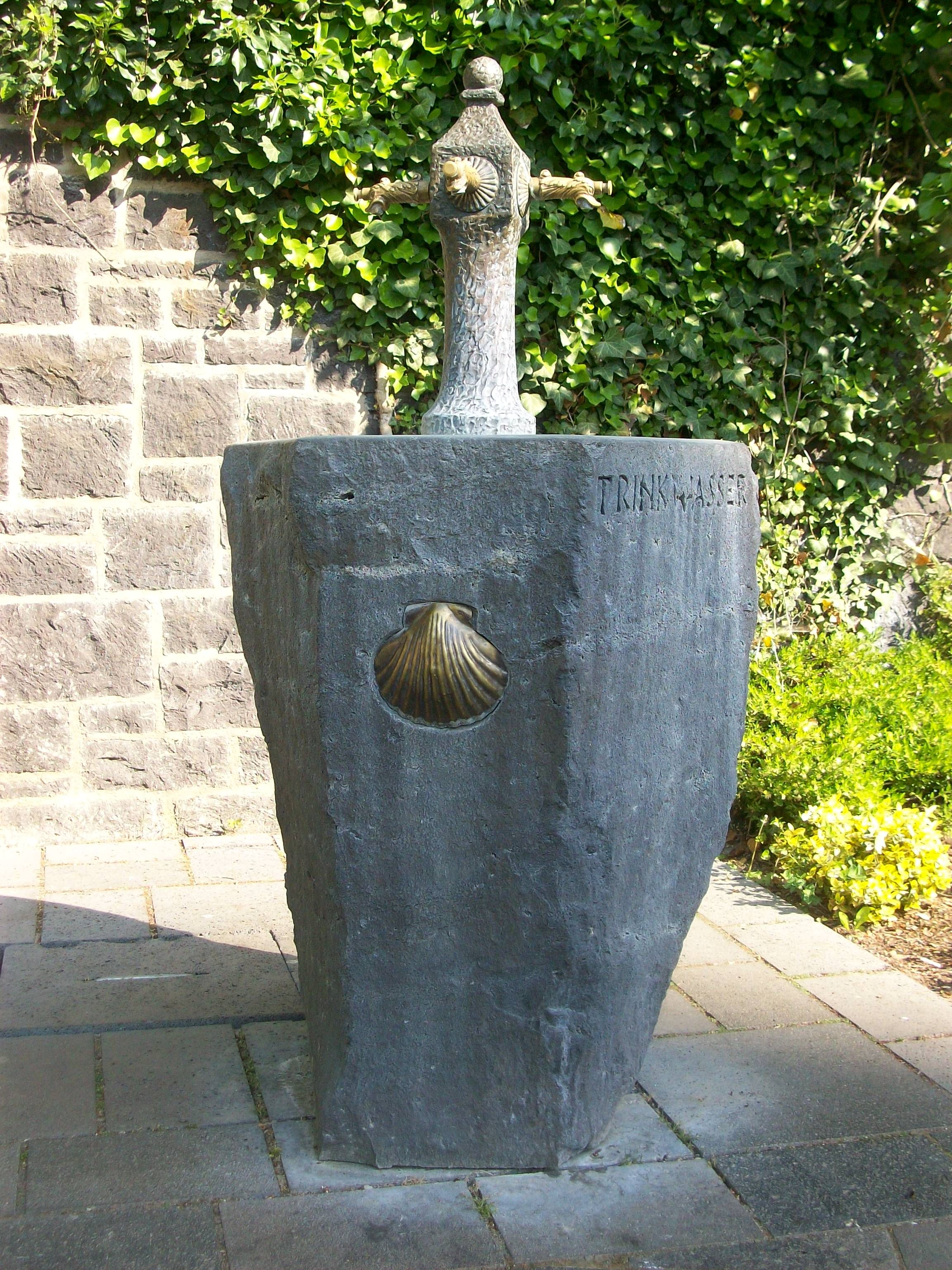
Pilgerbrunnen, Abtei Maria Laach
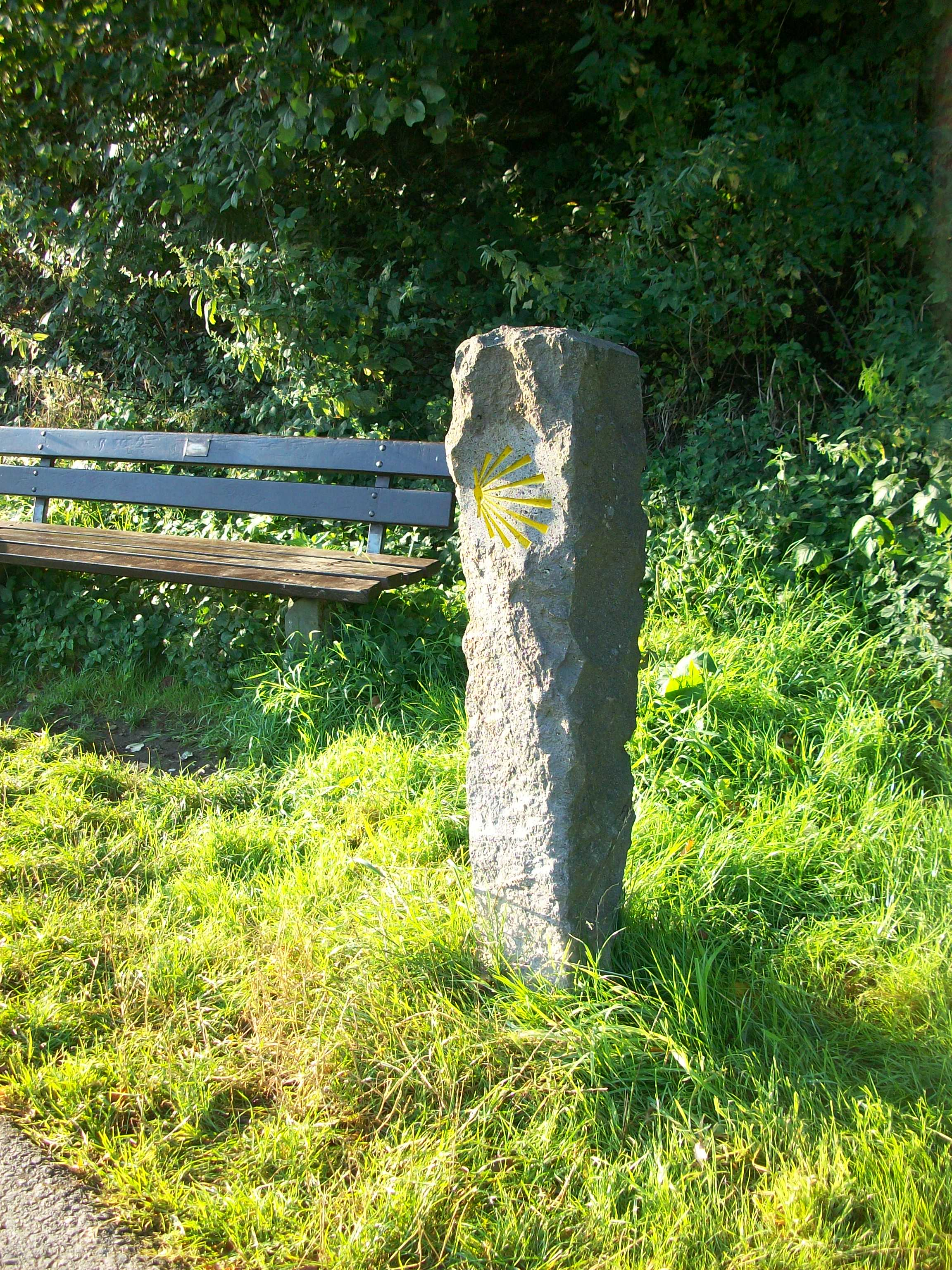
Pilgerstein
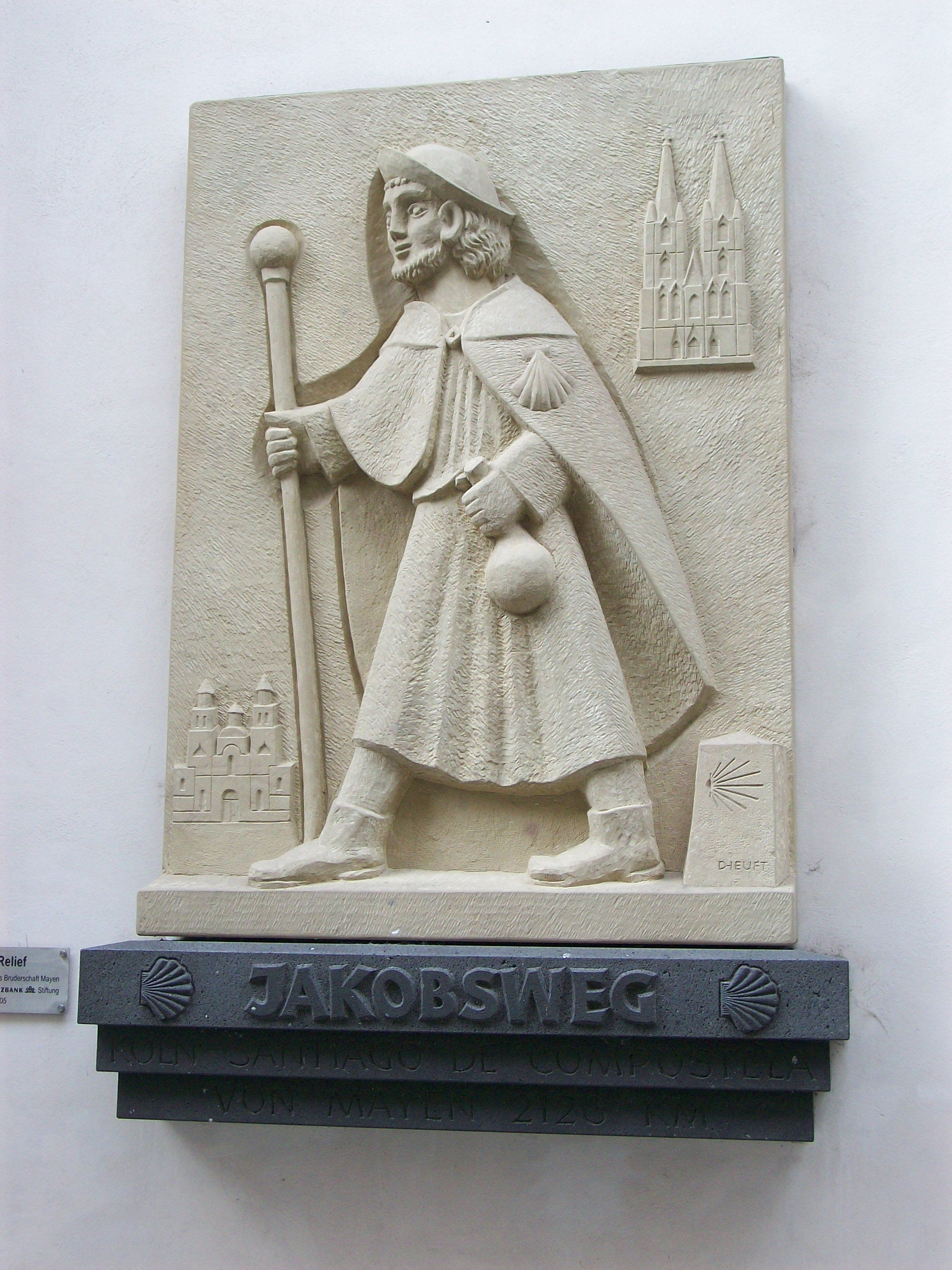
Jakobus-Relief, Mayen
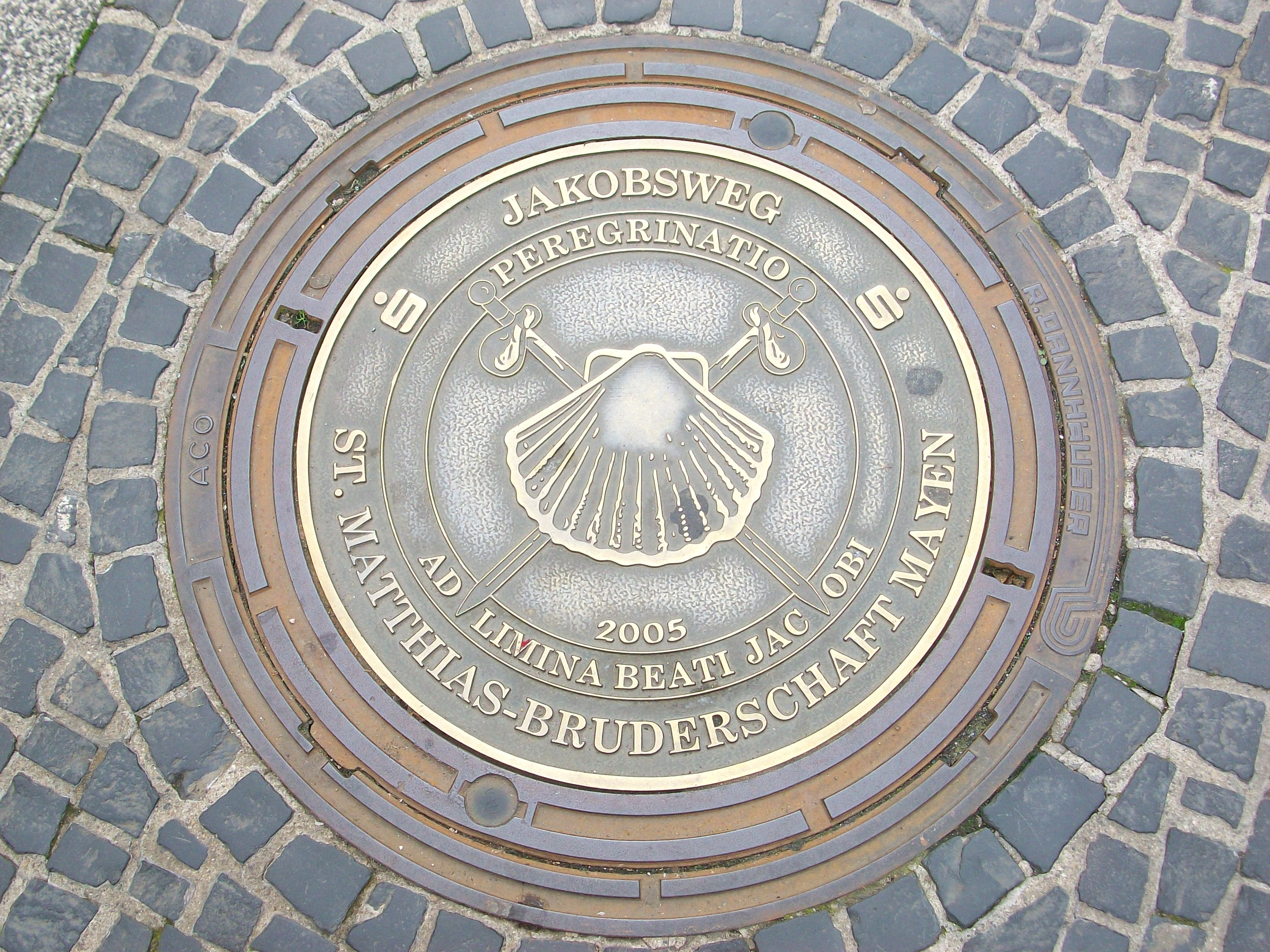
Kanaldeckel, Mayen
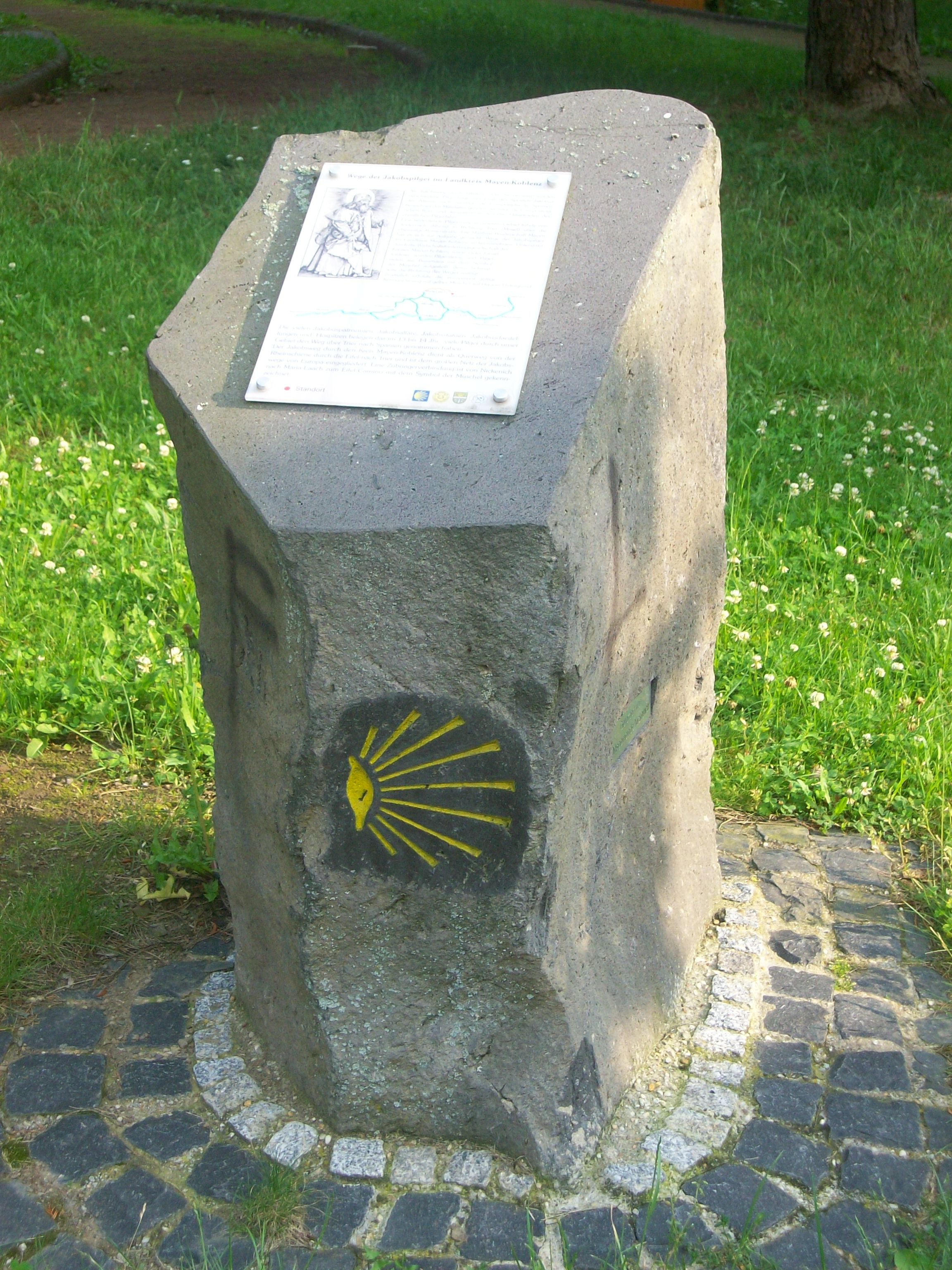
Informationsstele
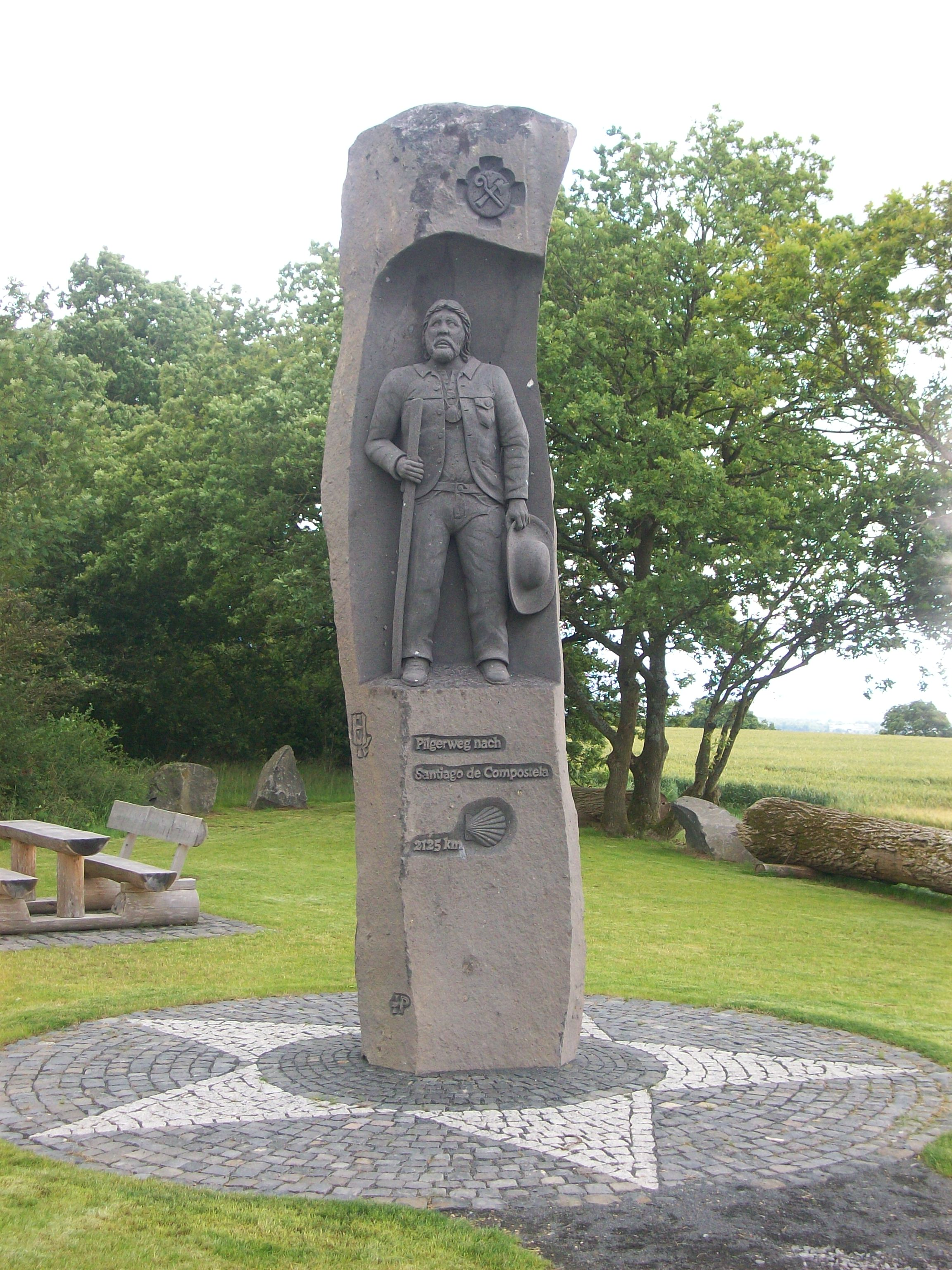
Jakobussäule, Alter Monrealer Weg
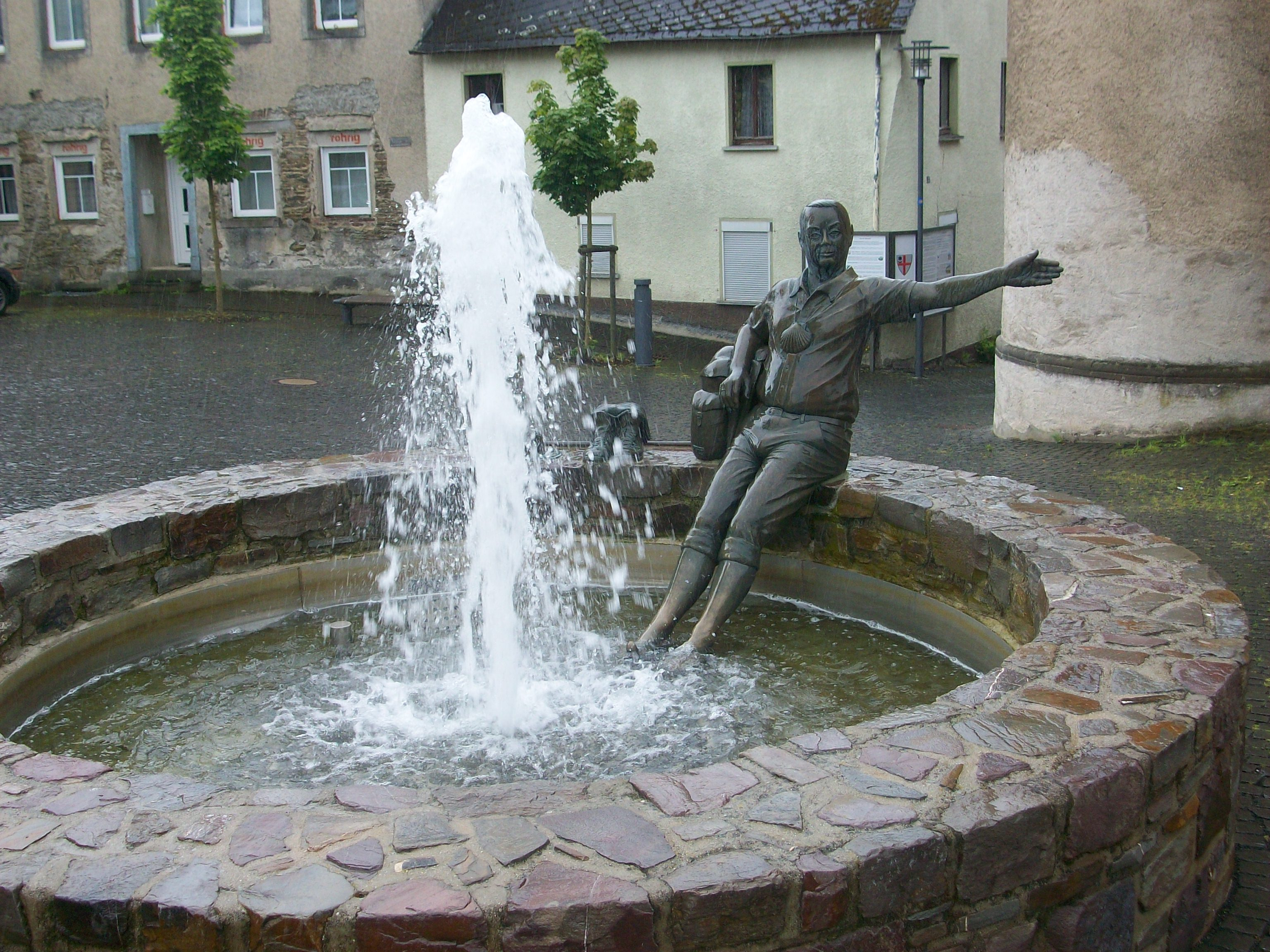
Pilgerbrunnen, Kaisersesch

## Pilgerstempel
In fast jedem Etappenort besteht die Möglichkeit, sich einen Pilgerstempel für seinen Pilgerausweis (spanisch = Credencial) geben zu lassen. Die meisten Stempel wurden exklusiv für den Eifel-Camino entworfen und enthalten innerhalb eines einheitlichen Grundschemas die Darstellung einer Besonderheit des jeweiligen Ortes.

## Pilgerherbergen
Entlang des Eifel-Camino gibt es derzeit drei Pilgerherbergen: das Refugio zur Pilgerschnecke in Thür, das Pilgerzimmer in Kaisersesch und die Eberhardsklause in Klausen.

## Artenschutz

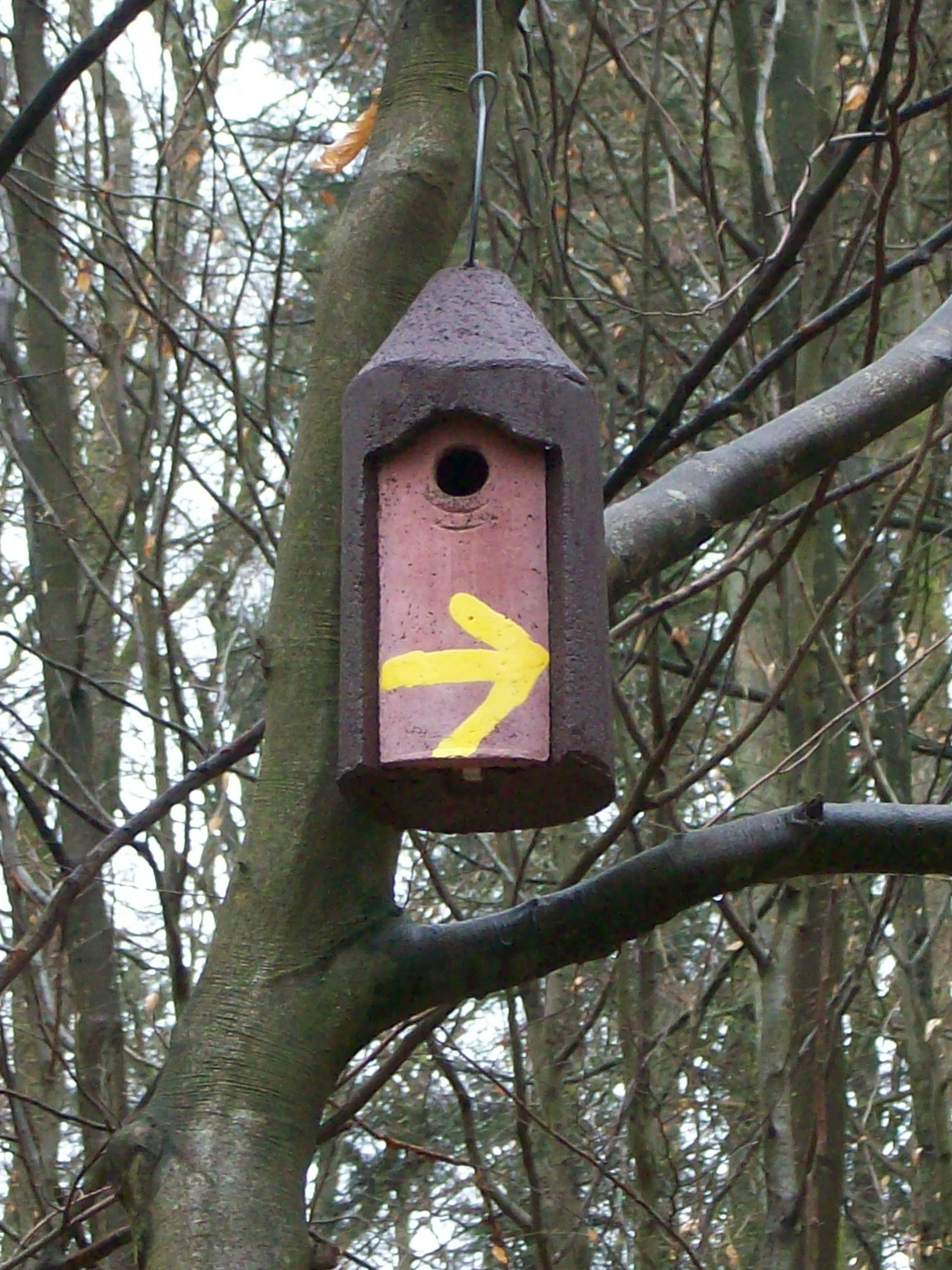
Artenschutz am Eifel-Camino: Vogelnistkasten als Wegweiser

Auf zahlreichen Abschnitten der europäischen Jakobswege wurde bereits begonnen, Wegmarkierungen mit dem Artenschutz zur Erhaltung einer breiten Biodiversität (Artenvielfalt) zu kombinieren. Auch auf dem Eifel-Camino sind bereits zahlreiche Nistkästen für Vögel und Fledermäuse sowie Insektenhotels mit gelben Pfeilen und Jakobsmuschelsymbolen aufgehängt und aufgestellt worden.

## Wanderkarten
In den folgenden Wanderkarten ist der Eifel-Camino, mit der Jakobsmuschel versehen, eingezeichnet:
- Traumpfade im Rhein-Mosel-Eifel-Land (1:50.000). 2. Auflage. LVermGeo Rheinland-Pfalz, Koblenz 2010, ISBN 978-3-89637-411-0.
- Freizeitkarte Wandergebiet Mosel: Maifeld und Untermosel (1:25.000). 3. Auflage. LVermGeo Rheinland-Pfalz, Koblenz 2011, ISBN 978-3-89637-255-0.
- Wanderkarte Nr. 21: Ferienland der Thermen und Maare (1:25.000). Eifelverein, 2010, ISBN 978-3-921805-69-5.
- Wanderkarte Nr. 24: Wittlicher Land (1:25.000). 2. Auflage. Eifelverein, 2010, ISBN 978-3-921805-62-6.
- Freizeitkarte Wandergebiet Mosel: Neumagen-Dhron – Schweich (1:25.000). 3. Auflage. LVermGeo Rheinland-Pfalz, Koblenz 2009, ISBN 978-3-89637-259-8.